# 香港免費電視牌照爭議
香港免費電視牌照爭議，源於2009年香港政府計劃增加免費電視牌照，至2013年10月香港政府公佈結果後觸發的一場爭議。
2009年年底，香港3間電訊商向廣播事務管理局申請免費電視牌照，其中一位申請者城市電訊主席王維基表現相對積極，於2012年成立香港電視網絡，大肆招兵買馬，並拍攝好十數齣電視劇，引起不少觀眾的關注及期待。至2013年10月15日，行政會議完成審批程序，原則上同意批發免費電視牌照予奇妙電視和香港電視娛樂，而大致完成準備的香港電視網絡則不獲接納。由於香港政府事前未聲明會有三選二的情況，且無拒絕批發免費電視照牌予香港電視網絡的原因；在香港的公眾及輿論壓力下，商務及經濟發展局局長蘇錦樑和香港行政長官梁振英先後表示，基於行政會議的保密原則，不能公開交代原因，僅表示該申請結果涉及「一籃子因素」。此事件激發香港社會強烈迴響，由於公眾對此解釋不接納，引發12萬人遊行及包圍香港政府總部。

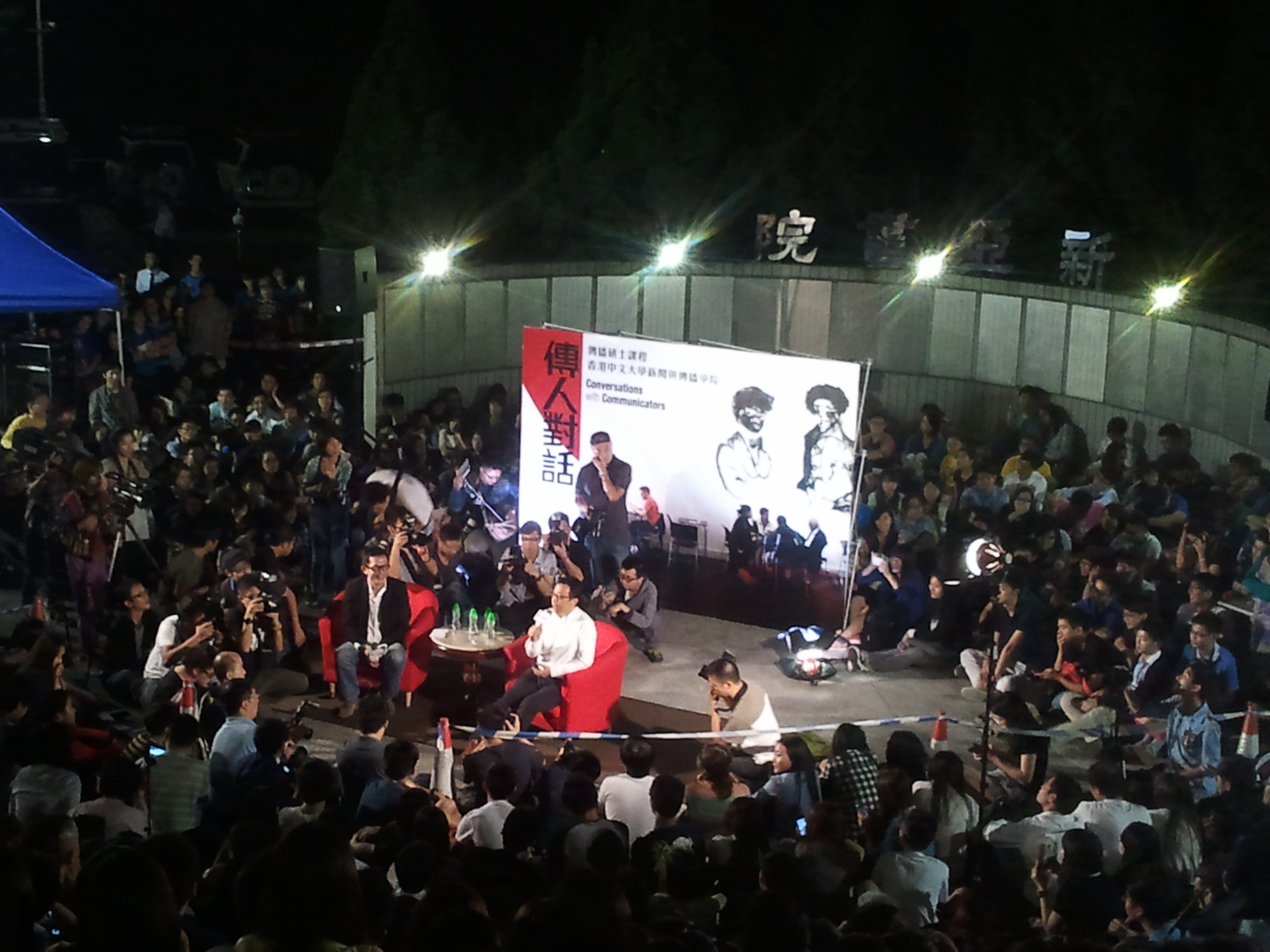
事件的主角香港電視網絡主席王維基在其母校香港中文大學的新亞書院圓形廣場主持講座（2013年）

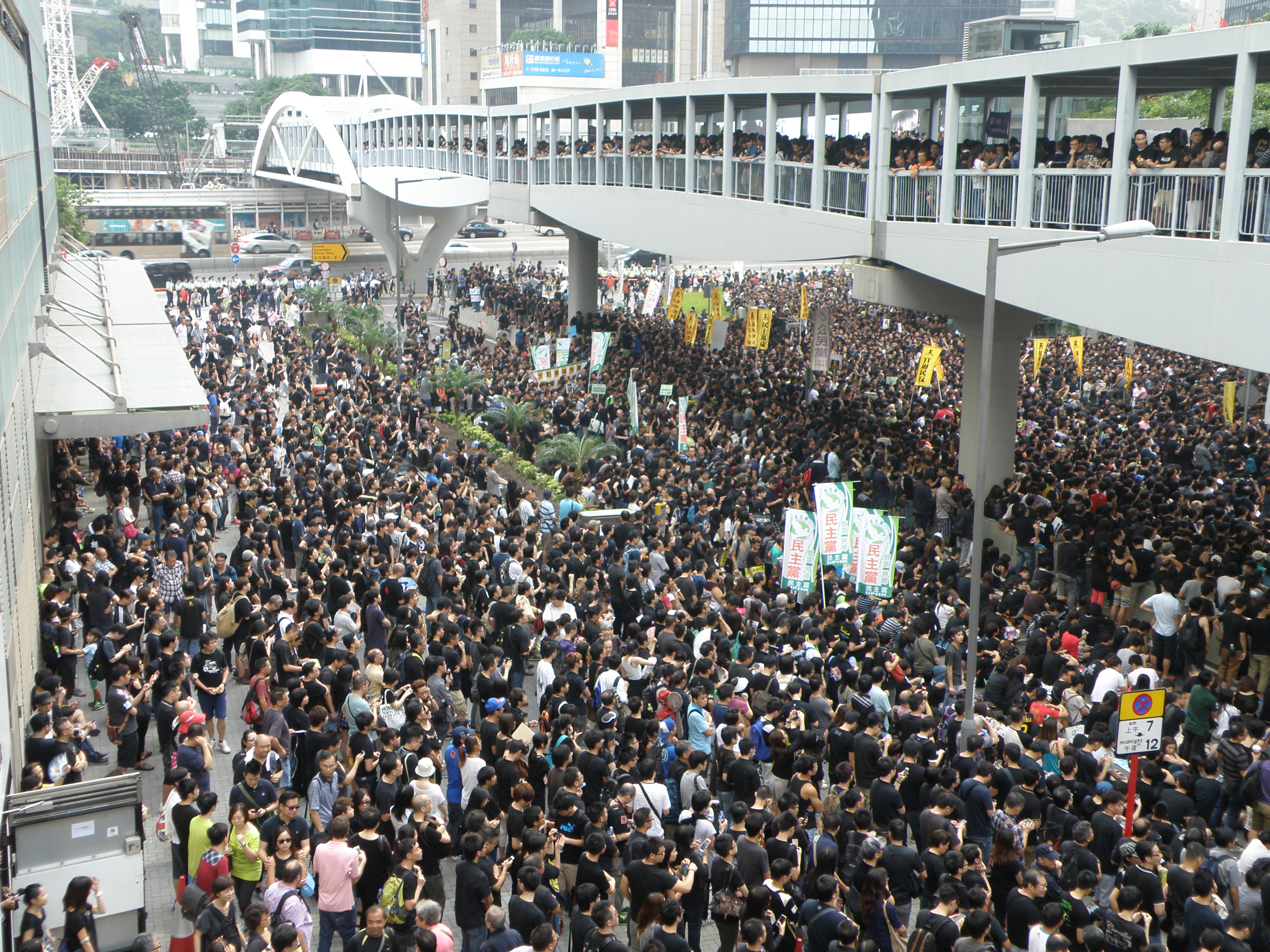
2013年10月20日，12萬市民遊行後，佔據政府總部門外「公民廣場」、添美道、中信大廈旁的行人路及天橋上，反對香港政府在不交代理據的情況下不發牌予香港電視網絡。

## 背景
自從1978年佳藝電視倒閉後，香港免費電視台只有電視廣播有限公司（簡稱無綫）和亞洲電視有限公司（簡稱亞視，前稱麗的）兩間電視台（亞視於2016年停播，原亞視的免費電視模擬和數碼頻譜，分別轉給港台電視和ViuTV），香港政府一直沒有再增發新的免費電視牌照。香港電視業發展到了1970年代達到前所未有的高峰，支援香港電影在1970至1980年代墾荒拓土，作品熱銷亞洲地區，並發展到2000年代。此後延續到2007年亞視開始減產，及後幾近停產。另外，由於歷史原因形成「慣性收視」現象，除局部時期外，亞視節目整體上收視偏低，無綫收視長期壓倒亞視，因而被指獨霸香港電視市場。此外，雖然香港有多家收費電視台，但服務費並不便宜，每月至少百多港元，所以均未能對無綫造成衝擊。面對電視業節目質素日漸下降及減少製作，民間有不少呼聲指香港政府應該開放免費電視市場。據政府研究報告指岀香港完全可以容納四五個免費電視台。
兩家免費電視台的市場格局，最初亦構成有力競爭，但亞視從2002年後開始減少製作劇集，2007年後更近乎停產，製作的節目數量與質素更不斷下降，愈趨依賴外購節目、重播節目充撐而形成惡性循環，此舉更令無綫和亞視的收視差距進一步跨大，於2012年11月某星期晚上時段之後，亞視節目變得經常接近零收視，再加上無綫電視節目被指出水準下降，民間更期望政府儘快批出免費電視牌照，藉競爭提高電視節目質素，並因此有更多不同種類的高質素節目選擇觀看。

## 時序表
註：此時序表只列出「香港免費電視牌照爭議」中的重要事件，並非全部事件。
| 年份   | 月份 | 日期        | 事件 | 參考資料                           |
| ------ | ---- | ----------- | --- | ---------------------------------- |
| 2009年 | 夏天 | 夏天        | 香港廣播事務管理局（廣管局），對「亞視及無綫公聽會」，會上意見多數針對無綫多年來一台獨霸免費電視市場，亞視多次更換管理層，令節目欠缺觀賞性，不符香港電視觀眾的口味，收視長期低迷，要求政府增發免費電視廣播牌照的聲音愈來愈大。 | [ 5 ]                              |
| 2009年 | 9月  | 21日        | 香港政府首先決定讓一直未有開設自家電視頻道的香港電台在未來數年內開設獨立免費數碼電視頻道。 |                                    |
| 2009年 | 冬天 | 冬天        | 廣管局收到香港市民意見，歡迎收費電視及衛星電視申請加入香港免費電視廣播市場。 |                                    |
| 2010年 | 年初 | 年初        | 廣管局收到香港有線電視及城市電訊的申請，now寬頻電視表示無意申請免費電視廣播牌照。 |                                    |
| 2010年 | 夏季 | 夏季        | 廣管局發表兩台（香港有線電視以及城市電訊）的申請書，香港有線電視於報告中提出免費電視名稱為奇妙電視，初期會有兩條標清頻道，中文台，24個月後開設英文台，日後奇妙電視最多可22條共收費及免費電視。城市電訊則免費提供40條頻道，本地自製劇集、娛樂，外國娛樂綜藝才用高清和標清頻道。 |                                    |
| 2010年 | 年尾 | 年尾        | now寬頻電視以香港電視娛樂名義申請免費電視牌照。 |                                    |
| 2011年 | 年中 | 年中        | 廣管局完成審核3個牌照申請，並議決向行政會議呈交發3個免費電視廣播牌照的建議。同時，亞視就有關決定提出研司法覆核。 | [ 6 ] [ 7 ] [ 8 ]                  |
| 2011年 | 夏季 | 夏季        | 電視行業進入挖角潮，香港電視娛樂和城市電訊均向北上中國大陸電視及台灣電視尋覓人才，且向亞視及無綫挖角。 | [ 9 ]                              |
| 2011年 | 10月 | 10月        | 有線寬頻表示在2012年7月將會透過奇妙電視轉播倫敦奧運賽事，並會盡量安排一些香港人較有興趣的項目在奇妙電視播放。 | [ 10 ]                             |
| 2011年 | 12月 | 12月        | 城市電訊舉行聖誕聯歡會，會上有前TVB藝員和現在的TVB藝員。之後TVB封殺姜氏家屬藝員（姜大偉女婿曹永廉除外），秦沛、姜麗文、姜文杰、姜大偉於2012年元旦公眾假期成為永久不錄用藝人，被列入黑名單，並將其地位讓予其他資深藝員。 |                                    |
| 2012年 | 1月  | 1月         | 星島日報港聞版專訪王維基未來四至六年的大計。 |                                    |
| 2012年 | 2月  |             | 亞洲電視向廣管局投訴開發免費電視牌照會削弱競爭力。 |                                    |
| 2012年 | 2月  | 15日        | 香港媒體製作獲政府發放將軍澳工業邨的一塊地皮，用作興建自家的電視製作中心。城市電訊表示，該電視製作中心擁有全亞洲最大1號直播錄影室，3個拍劇製作室，1層新聞大樓，有後期製作大樓，比TVB電視城大一倍。將軍澳未來或許變成傳媒王國城區，擁有多個機構，例如：TVB、城市電訊香港媒體製作、香港電台和壹傳媒。 | [ 11 ]                             |
| 2012年 | 2月  | 24日        | 城市電訊主席王維基出席將軍澳香港媒體製作電視城動土。他表示香港媒體製作電視城預計2013年建成。 |                                    |
| 2012年 | 3月  | 6日         | 高等法院駁回亞視反對廣管局建議發出新免費電視牌照的司法覆核申請。 | [ 12 ]                             |
| 2012年 | 4月  | 22日        | 由於免費電視牌照仍未批出，有線電視故宣佈無法實現在奇妙電視轉播奧運的計劃，並表示市民要接收有線電視才能觀看奧運。 | [ 13 ]                             |
| 2012年 | 5月  | 16日        | 電視廣播集團（無綫）總經理李寶安表示，過去15年香港免費電視廣告收入無增長，因此質疑市場狹窄下能否支持新的經營者，有必要時會採取法律行動。 | [ 14 ]                             |
| 2012年 | 9月  | 4日         | 有線寬頻的股價突然上升逾40%，而電視廣播（TVB，511）則一度遭狂插8%兼成交急增，因而令市場傳出奇妙電視已獲發電視牌照的消息。 | [ 15 ]                             |
| 2012年 | 10月 | 10日        | 城市電訊電視部主席王維基接受Yahoo!娛樂圈訪問，了解他轉戰電視業的經歷。 | [ 16 ]                             |
| 2012年 | 10月 | 17日        | 王維基到立法會旁聽有關三個免費電視牌照審批進度。會後，他批評整件事始作俑者是政府，並促特首梁振英以正常的「香港速度」去發牌。 | [ 17 ]                             |
| 2012年 | 11月 | 全月        | 亞視先後3次於其時政評論節目《ATV焦點》中講述增發免費電視牌照的壞處，通訊事務管理局（前身為廣管局）先後均接獲大量投訴表示節目歪曲事實。 |                                    |
| 2012年 | 11月 | 3日         | 城市電訊電視部於青衣舉行宣傳活動「電視奇蹟由我創」，並即場播放未發佈的電視劇片段。 |                                    |
| 2012年 | 11月 | 11日        | 亞洲電視附屬組織——亞洲會於政府總部外舉行「關注香港未來」集會，反對政府濫發免費電視牌照，亞洲電視全程直播。事後，通訊事務管理局共接獲超過4萬宗投訴，內容包括歪曲事實、誤導大眾、節目內容與節目名無關，以及濫用電視頻道和偏頗等。 | [ 18 ] [ 19 ]                      |
| 2012年 | 11月 | 12日        | 多名演藝界及立法會議員聯手於各大報章刊登廣告，要求政府立即發放免費電視牌照。 |                                    |
| 2012年 | 11月 | 19日        | 無綫電視趁45周年台慶的大日子，向全體立法會議員致函，要求關注政府在整個審批過程中種種漏洞，並在全港各大報章刊登廣告及於《萬千星輝賀台慶2012》的節目中播放宣傳片，敘述自己的辛酸史，並表明若政府在未經交代、不合理及欠清晰理據下批發新牌，無綫最終可能會向政府司法覆核。事後《萬千星輝賀台慶2012》節目收到28宗投訴。 | [ 20 ] [ 21 ]                      |
| 2012年 | 11月 | 19日        | 亞視的資訊節目《微播天下》新增了特備環節「維基解密」，以探究王維基的「成魔之謎」。事後，通訊局收到5宗投訴，指亞視濫用大氣電波作政治宣傳、公器私用攻擊對手及失實等。 | [ 22 ]                             |
| 2012年 | 11月 | 24日        | 網民曾慶光發起包圍亞視行動，最終只有發起人出席。 |                                    |
| 2012年 | 11月 | 25日        | 網民曾慶光再發起包圍行動，今次的對象是無綫，最終只有發起人及另一位網民出席。 |                                    |
| 2012年 | 12月 | 5日         | 城市電訊舉行「新台命名‧節目試映禮」。它於會上宣佈新電視台將命名為香港電視網絡有限公司(簡稱「香港電視」)，並表示「香港電視」已擁有超過500名幕後精英團隊，另有約220藝員加盟支持。是次活動是該集團自2012年4月開始節目製作以來，第一個大型活動，得到多位立法會議員、業界知名人士、大企業及業務夥伴的出席支持，兩場合共有一千名出席者。 |                                    |
| 2012年 | 12月 | 31日        | 亞洲電視推出全新數碼電視頻道「歲月留聲」，希望籍大量重播80及90年代的人氣節目來挽回收視率。但頻道開播後卻惹來批評，表示該台節目仍是重播、重播再重播。 | [ 23 ]                             |
| 2013年 | 1月  | 3日         | 無綫電視入稟高等法院申請司法覆核。集團總經理李寶安稱並非盲目反對發牌亦無懼競爭，但政府需釐清三個主要問題：「香港適合有多少個電視牌照？牌照發給誰？以及何時發出？」 |                                    |
| 2013年 | 2月  | 7日         | 香港行政長官梁振英會見公民黨議員時被問何時發免費電視牌時，他稱發牌問題「複雜到不得了」，反映發牌凍過水。之前王維基為了盡快讓政府發牌，曾私下用不同渠道欲相約梁振英會面，但都不成功。 |                                    |
| 2013年 | 3月  | 11日        | now新聞指出，免費電視牌照的文件已經在行會討論，但仍要再作最後確認。它引述消息指這個問題不可能無限期地拖下去，相信政府短期內會有公布。 | [ 24 ]                             |
| 2013年 | 3月  | 18日- 20日  | 一連三日的「香港國際影視展2013」舉行，香港電視及無綫電視均有參展。香港電視於展內播出多套重頭劇的第一集及劇照，劇集質素深受業內人士讚賞；無綫電視方面，則安排17部重頭劇集列陣造勢，播放相關宣傳片段之外，亦設有巨型LED熒幕及互動專區，使參觀者可體驗科技與電視融合的新樂趣。 | [ 25 ] [ 26 ] [ 27 ]               |
| 2013年 | 3月  | 27日        | 高院開庭審理無綫的司法覆核許可。無綫稱政府的顧問高估廣告收益，並指通訊局未依法諮詢它便作出發牌建議是不合法。通訊局稱早於10年已諮詢無綫，強調局方有責任進行合理諮詢，但無責任作全面諮詢和解答無綫所有質疑，而且該局的建議是意見，對行會無約束力，亦非發牌決定。 | [ 28 ]                             |
| 2013年 | 5月  | 7日         | 已被王維基放售之香港寬頻宣布，九月起將停播由香港電視製作的新聞台「香港新聞台」。由於香港電視尚未獲發免費電視台牌照，換言之新聞台於九月起將無播放平台，因而預料失去約300萬元的半年合約。據報導，截止2013年2月，香港電視上半年共虧蝕八百四十八萬元，新聞內容牌照費及藝員經理人收入是其主要收入，但王維基強調不會因此等不利消息而裁員。 | [ 29 ] [ 30 ] [ 31 ] [ 32 ] [ 33 ] |
| 2013年 | 5月  | 13日        | 高等法院駁回無綫電視要求推翻前廣管局增發免費電視牌照建議的司法覆核申請，原因是通訊局的建議並非發牌的依據，且行會仍未作最後決定，法庭亦不宜介入。無綫電視對於被駁回申請表示非常遺憾，指公司正尋求法律意見，並積極考慮向上訴庭提出上訴；商務及經濟發展局表示歡迎法庭的裁決。而亞洲電視表示明白及理解無綫的行動；香港電視則發出新聞稿，表示既然司法程序已完結，政府便應順應民意及業界訴求，就發牌作出果斷的決定；奇妙電視亦歡迎法庭的裁決，並表示兩間現有免費電視的持牌機構已經先後採取法律行動，但法庭已指法律行動理據並不成立，希望兩家免費電視台不要再作阻撓，讓政府可盡快重新啟動審批程序；香港電視娛樂不作任何評論。 | [ 34 ] [ 35 ] [ 36 ] [ 37 ] [ 38 ] |
| 2013年 | 5月  | 14日        | 有接近政府消息人士指，行政會議曾多次討論免費電視發牌事宜，並已有傾向性意見。雖然商務及發展局向行政會議建議發出三個免費電視牌照，但行會成員衡量不同意見後，認為免費電視市場若一下子由兩個牌照增至五個會難於承受，因此傾向只增發一兩個牌照。至於三個牌照申請者誰可「跑出」，要由商務及發展局進行「選美」，不會由行會作決定。目前政府正處理各種程序，估計會在短時間內作最後決定。 | [ 39 ]                             |
| 2013年 | 5月  | 20日        | 無綫電視就增發電視牌照的司法覆核申請裁決提出上訴。無綫指上訴要處理的事情，包括一個重要法律問題，就是當通訊事務管理局，沒有作出一個合法的建議前，行政長官與行政會議決定增發免費電視牌照，是否不合法。 | [ 40 ]                             |
| 2013年 | 5月  | 20日        | 香港電視網絡、奇妙電視、香港電視娛樂接獲政府發出之函件。香港政府於信中表明，將於3個申請者選擇性發牌，並要求3名申請者，就政府新做法，作出回應陳述，即須解釋自己為何應獲發牌。 | [ 41 ]                             |
| 2013年 | 10月 | 15日        | 奇妙電視、香港電視娛樂獲政府發出新免費電視牌照。政府表示按循序漸進原則發牌，不排除日後引入更多競爭者。亞洲電視發聲明回應指，對有關決定表示遺憾和反對，不排除採取進一步行動；無綫電視發聲明指出，再指政府未有交代：香港適合有多少個電視牌照？又指稱後再作評論；獲發牌的奇妙電視表示希望現有免費電視台不會再以法律行動，阻撓政府落實發放新牌的工作。未獲發牌的香港電視網絡表示需要時間來了解發牌的詳情，當天不會發表評論。 | [ 42 ] [ 43 ] [ 44 ]               |
| 2013年 | 10月 | 16日        | 有報導表示以免佳藝電視倒閉事件重演，對市場造成太大的衝擊及破壞。亦指出目前行業情況，多發一個牌照，應可以吸納；多發兩個牌照，已會變得飽和；多發三個牌照，極可能有電視台倒閉。香港電視網絡於今午記者會中顯示會進行裁員320名無合約年期的員工。而與香港電視網絡無關的李慨俠，針對香港電視網絡未獲牌之事，本日以全民在野黨的名義提出司法覆核，要求法院推翻行政會議不發牌給香港電視網絡的決定，關要求公開三間申請免費電視牌照的電視台的申請資料，印證政府早前的評估。 | [ 45 ] [ 46 ] [ 47 ]               |
| 2013年 | 10月 | 17日        | 商務及經濟發展局向立法會提交的文件處理申請時的資料中顯示，質疑王維基擔任主席的香港電視網絡「六年間增加頻道數目至三十條」、「可能將頻道廣播時間出租」、「可能會播放迷信及宗教節目，鼓勵間接宣傳」，甚至質疑其商業道德，而他表示將於未來數星期內就免費電視牌照問題提出司法覆核。 | [ 48 ] [ 49 ]                      |
| 2013年 | 10月 | 19日        | 香港電影導演會、香港電影編劇家協會、香港專業電影攝影師學會、香港動作特技演員公會、香港電影燈光協會、香港電影剪輯協會、香港電影製作行政人員協會、香港電影後期專業人員協會發表聯合聲明，要求政府必須向公眾交待發牌與不發牌的理據，以釋公眾疑慮。 | [ 50 ]                             |
| 2013年 | 10月 | 20日        | 有傳媒公開聲稱為「行政會議文件」，指發牌決策與顧問報告有出入。行會今午發聲明指均非行會文件，澄清必須嚴格保密。不過行政會議成員、律政司司長袁國強卻證實討論過文件內容。陳智思重申發牌不會只考慮民意，自由黨主席周梁淑怡推測港視或因「難駕馭」而遭港府拒批，馬逢國議員指，港府應公開決策理據，否則坊間猜測「發酵」，對施政沒好處。而本日下午，香港電視網絡的員工（包括現任、前任及其家屬）及網友以民間開放電視行動的名義分別發起遊行，要求政府交待不發牌給香港電視網絡的理由，並於當日起以個人名義，按個人意願留守香港政府總部。其他遊行團體以我要公仔箱，不要黑箱作業為題發起遊行。                                     | [ 51 ] [ 52 ] [ 53 ] [ 54 ]        |
| 2013年 | 10月 | 21日        | 商務及經濟發展局發言人重申必須遵從保密制度，處理申請的細節無可避免涉及敏感商業資料及商業機密，隨便公開可能對申請者造成損害，或會引起法律爭議，另外行政會議認為奇妙電視及香港電視娛樂較香港電視優勝。 | [ 55 ]                             |
| 2013年 | 10月 | 23日        | 梁振英強調“不是來者不拒”，行政會議是根據不包括政治因素在內的一系列準則做出決定。而王維基隨後開記者會指他的發言是火上澆油，並決定提出司法覆核。梁振英在得知王維基提出司法覆核後，表示會在法庭交待理據。 | [ 56 ]                             |
| 2013年 | 10月 | 28日        | 早前以「全民在野黨」名義申請司法覆核的李慨俠撤回申請。而香港電視網絡方面表示，因李慨俠已經撤回，政府不應以司法程序作擋箭牌不清楚交待不發牌的理由，並指出政府交待相關於理由，以及更改發牌上限的原因，可以考慮不會提出申請司法覆核。 | [ 57 ]                             |
| 2013年 | 12月 | 20日        | 香港電視網絡召開記者會，宣佈以1.422億元收購中國移動香港旗下的China Mobile Hong Kong Corporation Ltd，計畫透過後者的頻譜，推出OTT及流動電視服務，於2014年7月1日或前後推出包括一條廣東話綜合頻道與一條24小時新聞頻道在內的3至5條頻道。記者會上還宣佈會分階段聘回10月遭到解聘的320名員工及會再額外增聘人手，而是次收購並不會妨礙公司對申請免費電視牌照上採取的相關法律行動。 |                                    |
| 2014年 | 1月  | 5日         | 中國移動對中國移動香港與香港電視網絡股權交易，展開調查，調查內容包括該交易是否符合國務院國資委的相關規定以及公司的內部管理制度等。王維基表示調查不會影響如期開台。 | [ 58 ] [ 59 ]                      |
| 2014年 | 1月  | 6日         | 香港電視網絡就行政長官會同行政會議拒絕批准香港電視網絡的本地免費電視節目服務牌照申請而提出司法覆核許可申請。 | [ 60 ] [ 61 ]                      |
| 2014年 | 3月  | 5日         | 高等法院將香港電視網絡司法覆核的案件排期於2014年8月27日開庭審理，預計需時三日。 | [ 62 ]                             |
| 2014年 | 4月  | 11日        | 香港電視再次向通訊局遞交本地免費電視牌照申請 | [ 63 ]                             |
| 2014年 | 5月  | 20日        | 高等法庭接納香港電視就流動電視牌照司法覆核 |                                    |
| 2014年 | 8月  | 27日 - 29日 | 香港電視免費電視牌照司法覆核的案件於2014年8月27日至29日進行，而法院判決有待宣告。 |                                    |
| 2014年 | 11月 | 26日 - 27日 | 香港電視流動電視牌照司法覆核的案件於2014年11月26日至27日進行，而法院判決有待宣告。 |                                    |
| 2015年 | 4月  | 24日        | 香港電視免費電視牌照司法覆核的案件，香港高等法院判決香港電視網絡勝訴，行政長官會同行政會議須重新考慮不發牌給香港電視網絡的決定 |                                    |
| 2016年 | 4月  | 6日         | 行會於2月就案件提出上訴，至4月上訴庭頒下判詞，認為行會有權以循序漸進方式發牌，決定並無不當，故最終推翻原審決定，判行會勝訴。裁決後，港視發聲明公布董事會基於法律意見，將不會就裁決再向終審法院提出上訴。 | [ 64 ]                             |

## 各方立場及爭議

### 無綫電視（TVB）
無綫電視於爭議初期持開放態度，表示歡迎引入競爭。但隨著有大量幕後團隊及藝員被挖角，無綫電視改為反對增發免費電視牌照。
2012年11月19日，無綫電視首次表明反對政府發放免費電視牌照，其所持的理據如下：
1. 無綫及亞視並不知道政府會發放新免費電視牌照，故有合理期望可於2010至15年加大投資金額後，有足夠時間收回額外投資回報。
2. 目前免費電視台受政府高度規管，包括免費為政府播宣傳片，禁播宗教或政治廣告，惟政府在發牌數目上則以自由經濟作考慮，所以擔心以純自由市場經濟模式，管理受高度規管的免費電視台運作，會令電視台因惡性競爭採以譁眾取寵的手法經營。
3. 香港電視廣告市場在過去10年皆沒有太大增長，故擔心香港市場容不下5間免費電視台。

無綫電視就上疑惑向政府提出了3個問題：香港適合有多少個電視牌照？牌照發給誰？以及何時發出？它更認為政府應在兩台現有牌照期完結後，即2015年11月後才發新牌。
2013年1月3日，無綫電視入稟高等法院就上述問題申請司法覆核。高院開庭審理無綫的司法覆核許可時，無綫稱政府的顧問高估廣告收益，並指通訊局未依法諮詢它便作出發牌建議是不合法及欠透明，令其利益嚴重受損。但是，高等法院認為通訊局的建議並非發牌的依據，且行會仍未作最後決定，法庭亦不宜介入，於是駁回無綫電視要求推翻前廣管局增發免費電視牌照建議的司法覆核申請。無綫電視不服結果，於是於一星期後提出上訴。但在次年的1月7日，無綫電視撤回上訴，理由是政府已於不同場合已回應相關的關鍵事項。

### 亞洲電視（ATV）
亞洲電視從一開始已反對政府增發免費電視牌照，並在反對政府發免費電視牌照的活動中表現積極。
2012年11月11日，亞視的附屬組織亞洲會在政府總部，以娛樂包裝成示威集會，向觀眾直播反對發牌的節目。亞視除安排四百名員工參與外，亦安排社會人士、亞視主要投資者王征、亞視執行董事盛品儒出席撐場。會上，王征強調，政府一旦發牌只會是災難的開始，並指亞視不會被淘汰，如果會被淘汰，肯定是最後一間；盛品儒表示，香港已不能容納第三間免費電視台，如政府貿然發出一個新牌照，本港會有三間免費電視台，必有一間會關門「執笠」（倒閉），為香港衍生更多問題。亞視一語成讖，於2015年4月1日被政府告知不獲續牌，廣播已在2016年4月1日終止。
在亞視結束營運的前三年，亞視在2012年11月一連三集《微播天下》中，製作「維基解密」環節，多次針對王維基申請免費電視牌照一事作出批評，甚至將其照片改圖加上兩隻紅角和一條紅尾，引起不少網民非議。可惜，該節目只有零點至一點收視，王維基也自嘲說自己沒有叫座力。通訊事務管理局其後接到約40名公眾人士投訴該節目，有關內容最後被罰款八萬元，並特別指出亞視利用電腦特技，將王維基妖魔化，有誤導觀眾效果，足以影響有關人士聲譽，網民再度恥笑，又擔心亞視繳付罰款的能力。

### 城市電訊/香港電視網絡（HKTV）
城市電訊/香港電視承諾可以在獲發牌後9個月啟播，首6年會投資10.52億元，其中3.94億元用於製作節目，同時會成立節目部及工程部等9個部門營運新電視台。
並提出計劃在啟播時營運共12條本地免費電視節目頻道，並承諾在啟播後3年增至30條。首3年的投資將會超過10億元，該數字還未計算正在動工的電視大樓。這個電視大樓比無綫電視的足足大一倍有多，並期望在2013年內能拍攝650小時劇集及520小時綜藝資訊及娛樂節目。

### 有線電視/奇妙電視（i-Cable）
奇妙電視歡迎政府原則上同意發牌，並計劃投資超過十億元，但希望現有持牌機構不再以法律行動阻撓當局發牌。一年內啟播，按照計劃書，有線寬頻旗下的奇妙電視獲發牌後半年，提供到免費電視服務。包括一中一英頻道，24小時播放，粵語頻道的七成黃金時間會播放本地製作節目，包括新聞、娛樂、體育和電影。透過有線寬頻的網絡廣播，覆蓋95%住戶，有普通電視機便能看到。預算首6年營運開支超過10億元，其中近9.7億元是節目開支。預計2016-2017年可以啟播，已於2023年2月14日被香港政府告知宣佈收回現有香港有線電視的電視業務，其免費電視牌照節目服務申請廣播已將於原定2029年底才屆滿，雙方同意下提早在同年6月1日停播前終止。

### 電訊盈科/香港電視娛樂（PCCW/HKTVE）
電訊盈科旗下的免費電視香港電視娛樂計劃獲發牌後一年啟播。香港電視娛樂請求在其牌照內無須加入提供英語服務的要求。如必需提供英文頻道，它同樣有一中一英，24小時頻道，提供新聞、財經、紀錄片和生活品味等節目。透過now寬頻電視網絡廣播，使用原亞視使用的多頻網頻譜廣播，能覆蓋九成住戶。但要使用數碼電視或數碼機頂盒才能收看，首3年的投資額超過6億元。頻道命名ViuTV於2016年4月6日正式以頻道99啟播，而現有now TV的用戶，亦可直接使用nowTV 機頂盒按99台收看Viu TV。

### 永升亞洲/新亞電視
永升亞洲旗下的免費電視新亞電視計劃獲發牌後九個月啟播。提供中文台和英文台，然後在獲發牌後第十二個月後啟播體育台。但於永升亞洲成功收購有線寬頻後隨即放棄香港免費電視牌照申請，因為有線寬頻持有香港有線電視和奇妙電視的股權。

### 演藝界
演藝界人士大部分支持發牌，當中包含劉德華、周潤發等知名藝人。當中以受聘於香港電視網絡之藝員有較積極的迴響。
2012年11月12日，一批演藝界人士及學界人士在報章刊登聯署廣告，題目為「強烈要求特首梁振英馬上發放新免費電視牌照」，聲明中質疑本港只得兩家電視台的悶局已持續三十四年，現時的服務顯然未能滿足普羅大眾期望；然而申請免費電視牌照已呈交三年，但政府長期議而不決，窒礙業界發展，剝奪觀眾選擇；其中有不少特首選舉支持梁振英的娛樂界人士也支持發牌。另一方面，大部分亞洲電視藝員均傾向反對發牌；而無綫藝員則是支持和反對的立場兩邊都有，但反對的不如亞視明顯表達。

### 政黨/立法會議員
民主黨支持發出新的免費電視牌照，並曾於2013年1月5日遊行，要求政府發出新的免費電視牌照。民主黨成員亦批評電視節目單一化，指亞視和無綫先後就發新牌提出司法覆核，意圖拖延發牌進度。惟政府仍置之不理，於是民主黨「經濟及消費者權益政策小組」再於2013年7月30日在行政長官辦公室門外情願，批評政府在處理發牌一事上「彈弓手」，罔顧致市民利益。該小組召集人表示，新免費牌和現在電視台在2015年到期兩者絕對不應該混為一談，促請政府盡快批出新的免費電視牌照。工黨要求政府發出三個新的免費電視牌照。其他泛民主派議員及部分建制派議員均支持發牌，但對以特權法調查政府發牌事件上的角色有嚴重分歧。
建制派獨立的立法會議員謝偉俊指，政府處理申請牌照時間的確太長；自己一直支持增加多些傳媒，使市民享有多些選擇。

### 香港市民
香港市民起初對增發免費電視牌照沒有太大反應。但直至2011年中，城市電訊主席王維基大舉向無綫及亞視挖角，市民大眾才開始關注此事件。
2013年4月，親泛民主派的香港獨立媒體進行了發牌意見調查，發現受訪人士贊成增發免費電視牌照的比率達99%，他們的主要原因是對無綫及亞視的節目質素不滿意，更有網民對亞視節目表示「本港台大量媚共節目充斥，不能觀看」、「極之討厭其質素低劣品味奇差的自製節目」，故只有少部分市民明確支持無綫及亞視續牌。對於新牌照遲遲未發，大部分受訪者認為梁振英和擁有發牌決定權的行政會議須負上責任。另外，由於兩個免費電視台的牌照將於2015年到期，所以在2013年初，通訊局就無綫及亞視續牌進行中期檢討，結果收到大約7,600份意見。
雖然政府有意向奇妙電視和香港電視娛樂發出新免費電視牌照，但不少香港人指獲發牌的兩家電視台對於爭取發牌事宜比較低調，而且不著重拍劇。相反，香港電視網絡近年來高調爭取發牌，並作出了投資，自2009年開始已經花費了9億港元，而且已經拍攝劇集和紀錄片。由於香港電視業以劇集和娛樂節目為主流，故此港人均期望香港電視網絡能夠打破無綫電視收視壟斷的局面。
此外，王維基於中國大陸並沒有任何投資（雖然王本人任政協委員），其他兩家財團的母公司於中國大陸有投資，而且王維基主政亞視的時候曾經表明亞視不會成為「中央台」，香港人期望香港電視網絡能夠成為真正香港人的電視台。當香港電視網絡不獲發牌的消息公布後，再加上港府拒絕解釋其不獲發牌的原因，種種因素引起了大眾的強烈不滿。
政府公佈只發兩個新免費電視牌照而香港電視網絡不獲發牌後，一個由網民在Facebook開設要求發牌給香港電視網絡的專頁內，表示支持的市民兩三日內增加了近50萬人。於2013年10月20日和2013年10月25日，均有不少香港人（集會的主辦單位指人數超過10萬人）包圍政府總部集會以表達不滿。

### 前官員及政界人士
在政府否決香港電視網絡的免費牌照申請後，不少前官員及政界人士均批評政府的決定。
- 曾經處理收費電視發牌政策的前副文康廣播司兼前社會福利署副署長簡何巧雲指出，行政會議保密制不礙政府向公眾解釋不發牌的理由，因此行政會議不提供理由解釋否決發牌予香港電視的原因是「令人奇怪」。她又指出，決定令人覺得「政府政策是有利於大財團，反而搞創意的機構則不受政府重視」。[88]
- 前公務員事務局局長王永平指出，發牌是「特首（行政長官）會同行政會議」所作的決定，行政長官擁有最終決定權，因此行政長官梁振英有責任向市民解釋政府的決策，他批評政府以保密制為由不解釋是混淆視聽。他質疑梁的決定有不可告人的秘密，又指事件亦已打擊行政會議的公信力，令政府陷入嚴重管治危機，更會使大眾擔心將來的政改諮詢會否與事件同出一轍。[89]
- 前政務司司長陳方安生發表聲明批評，政府的施政欠缺透明度，令公眾質疑決策背後是否隱藏政治動機，進一步削弱行政長官及其管治團隊的威信。她又指出，行政會議保密制只適用於保障每位成員的發言內容和取態，當其決定關乎整體公眾利益時，公眾有權知道背後的理據，行政長官不應以保密制為由拒絕向社會交代。[90]
- 前立法局及行政局首席非官守議員兼前全國人大代表李鵬飛批評，政府決策背後一定有政治因素，政府應詳細解釋發牌的理據。[89]

## 批評
三個免費電視牌照申請的審議由開始至2013年8月已超過1300日，惟政府、有關當局及蘇錦樑一直只重複表示「會按《廣播條例》及既定程序，完成審核3份申請，並向行政長官會同行政會議提交建議。有關申請現正由行政長官會同行政會議審議，當作出決定後，會盡快公布結果」、「行政長官梁振英會同行政會議，正在處理三個免費電視牌照申請，工作是有進展」、「問題複雜，需小心處理」等字眼，又不願就發免費電視牌照定下死線，令公眾懷疑政府是否不想發牌。
早在2008年，王維基剛入主亞洲電視，計劃將亞視大改革成新媒體。他曾說：「如果亞視要變成大陸台，我沒有興趣。亞視是一個香港人的電視台。」、「即使有北面支持，我不會接受。」更坦言「親共的電視沒有人看，只有反共的電視才有人看」，這些言論都被認為得罪了中共，亦引起了紅色資本家的不滿，因此大紀元時報認定不發牌給香港電視網絡完全是政治審查和政治決定。
香港浸會大學新聞系助理教授杜耀明認為，港府不向香港電視網絡發出免費電視牌照「絕對涉及政治考慮」；又指出港視投資拍攝劇集是衝着現時最大利益者無綫，不發牌予港視使人覺得政府傾向現有市場領導者。

## 審批結果
行政會議決定只發兩個新免費電視牌照，並否決王維基的「香港電視」牌照申請，引起社會反彈，亦引發連串爭議。政府至今沒明確交代「香港電視」被否決申請的原因，各界批評政府欠公眾一個交代。

### 獲准發牌後反應

#### 奇妙電視
奇妙電視發聲明表示歡迎，指開放免費電視市場，引入競爭，可為觀眾帶來更多選擇，亦有利廣播業發展及人才培訓，提升香港競爭力，希望現有免費電視持牌機構，不會再以法律行動，阻撓政府落實簽發新牌照的工作。

#### 香港電視娛樂
電訊盈科電視及新媒體首席副總裁及製作部總經理何麗全表示，香港電視娛樂在獲港府增發免費電視牌照前已有籌備工作，如開啟3條免費頻道播放新聞、體育等節目，他們亦已完成首部劇集的拍攝工作，現正進行後期工作。
何麗全指，歡迎被解僱的港視員工加盟，至於香港電視娛樂未來節目的主打方向，仍須商討，之後會公佈未來大計。他強調，對公司的競爭力充滿信心，節目的拍攝及題材會加強創新。

### 不獲發牌

#### 香港電視網絡
2013年10月15日獲港府宣佈不獲發牌，主席王維基在翌日召開記者會，宣布裁員320人。其間道出是獲政府主動邀請申請免費電視牌照，直指發牌過程是黑箱作業，「不透明、不公平、不合理」，批評「究竟香港還有沒有公義？」，但他多次表示相信不獲發牌「不涉政治考慮」。
據表示在這「3年零10個月」一直信任政府，這段期間雖然沒有牌照，但一直努力創作。王維基續表示香港電視至今已投資9億，作資本上的投資、營運開支、購買及拍攝節目，外購節目已超過800小時，亦已配上粵語，自行製作的節目亦超過100小時。王指自己創立香港電視是希望令香港更多歡樂，推動創意工業，肯定香港電視比其他兩個申請者更具條件。
王維基表示會就行政會議不發牌的決定提出司法覆核，屆時大部分申請牌照過程的資料將被公開。然而基於政府可能就「案件進入司法程序」一事抵抗，有關司法覆核並未有確切實行。
該項司法覆核法院於2015年4月24日判決香港電視網絡勝訴。
其後，行會在同年5月19日提出上訴，聆訊於2016年2月17日及18日進行。

## 影響

### 電視業界

#### 人才流
為應付香港日後有機會出現5間免費電視台「混戰」的局面，目前曾在無綫電視的小生花旦早於2011年開始離職後向已前往中國國內發展或已離巢的藝員招手，邀請他們回歸拍劇。當中包括蘇玉華、吳鎮宇、梁家輝、蔡少芬、張智霖、黃子華、歐陽震華、馬德鐘及馬浚偉等。
早在2013年，香港電視網絡已籌備製作自家品牌劇集。當時香港電視網絡亦找了太極樂隊主音歌手雷有暉及結他手鄧建明客串劇集第二人生。預計劇集可以在2014年7月1日香港電視網絡正式開台後。再安排日子播放。而香港電台在2014年1月12日正式試播後。港台電視31頭炮劇集在晚上9時播放IT行者亦找來前無綫當家小生陳鍵鋒做劇集男主角之一。

#### 增加續集製作
無綫電視於2012年起開始大規模地製作曾錄得高收視的電視節目續集，當中包括：《衝上雲霄II》、《金枝慾孽貳》、《巾幗梟雄之諜血長天》、《On Call 36小時II》和《May姐有請》第2輯等等。可是，部份節目收視未如理想，而《May姐有請》更成為網民的挪喻對象。

#### 行內福利改善
香港電視網絡為創造「新的電視神話」，不惜發動「銀彈攻勢」，高調以可觀的工資及福利吸引無綫電視和亞洲電視的藝人、配音員、監製以及大量幕後人員過檔。now寬頻電視亦以高價邀請無綫電視的戲劇部經理，與及綜藝部總監等管理級別的人才過檔。無綫電視和亞洲電視為免人才流失，紛紛在新合約中增加員工薪金及福利。

#### 新人發展機會
由於一些舊有人才離開，同時為應付日後更趨激烈的「電視大戰」，再加上新股東對投資電視市場的熱誠，無綫電視近年積極力捧有晉升潛質的藝員；亦有晉升戲劇部新監製，如文偉鴻、方駿釗、陳維冠、陳耀全等等。亞洲電視則提拔不少新一代亞視藝人。香港電視娛樂也力捧自家藝人為當家小生及花旦。奇妙電視則會捧自家藝人為當家小生及當家花旦。而取得流動電視牌照的香港電視網絡則力捧旗下男女藝人為當家小生、花旦。

#### 藝人獲得晉升
因為電視台之間欠缺競爭關係。在娛樂圈多年也沒有起色的藝人，因為電視大戰關係。香港由兩間免費電視台一下子增加到六間免費電視台（包括流動電視台），將來香港免費電視業可以是百花齊放。新免費電視五台山包括：電視廣播有限公司、香港電台、香港電視娛樂、奇妙電視、香港電視網絡。六台大混戰。立即對人材變得渴求。一些知名度較低的藝人從今次「電視大戰」得益。
而不少二線、三線藝人有機會晉身為一線主角行列。亞視方面亦積極將一些資深藝人提升到做皇牌節目，如蔡國威榮升亞視各大小綜藝節目主持。伍偉樂主持亞視運動節目及娛樂綜藝節目。奇妙電視亦重金羅致前無綫電視男女藝人。在未來電視大戰有足夠當紅小生及花旦應戰。而取得流動免費電視牌照香港電視網絡則力捧二線、三線藝人。
香港電視網絡挖走電視廣播有限公司不少資深藝人。電視廣播有限公司只好將藝員待遇進一步增加，挽留資深藝人。
而擁有十年以上演藝經驗的資深藝人立即吃香。亦從外面不論是已移民美國或加拿大的藝人，甚至從電影圈邀請不少資深男女藝人加盟電視廣播有限公司，這班藝人外援是電視廣播有限公司綜藝部的及時雨。令皇牌劇集或大型綜藝節目保留一定吸引力及賣點。而取得流動電視牌照的香港電視網絡的較資深男女藝人有相當不少。

#### 其他轉型加入
港台電視在2014年1月12日開始試播。有不少唱片騎師走到幕前表演或拍攝劇集。電視廣播有限公司則吸納各間公營或商營電台精英唱片騎師。旗下有效力香港電台、商業電台、新城電台、香港數碼廣播有限公司和網絡電台D100。而取得流動電視牌照的香港電視網絡也有這類型的兩棲藝人。
而「電視大戰」關係，亦令香港娛樂圈藝人一下子不能應付六台大混戰爭奪人材的狀況。電視廣播有限公司從歌手部抽調一些有潛質的男女歌手變成劇集演員，而取得流動電視牌照的香港電視網絡亦有類似的情況。
電視廣播有限公司也有從體育部抽調部份人材去拍攝劇集。而取得兩個新免費電視牌照的香港電視娛樂及奇妙電視也打算力捧部份體育主持為當家小生或花旦。
舞台劇藝人亦變成各電視台爭奪對象。電視廣播有限公司亦有不少這類型的雙棲藝人。而取得流動電視牌照的香港電視網絡也有這類型雙棲藝人。
在大型綜藝節目也會邀請不少粵劇名伶坐陣，較著名男粵劇名伶有廣東粵劇院院長丁凡。較著名女粵劇名伶有蓋鳴暉。蓋鳴暉有時也會客串電視廣播有限公司時裝劇或古裝劇。
2013年12月20日香港電視網絡收購中國移動香港子公司UTV。之前UTV大部份頻道多數也是外購頻道，欠缺自家製作節目。而香港電視網絡則有製作自家節目。

#### 積極競投世界體壇盛事播映權
無綫電視成功地投得2014年冬季奧運會及2014年世界盃足球賽播映權，亦準備競投2016年夏季奧運會播映權，以鞏固香港電視業地位。該類節目過往不時由兩間申請免費電視發牌的收費電視以高價競投。而奇妙電視表明如發牌進展順利，市民將有望收看2014年亞洲運動會，以及觀賞歐洲頂級足球賽事和世界女排大獎系列等多項不同種類國際體壇盛事。

### 政治

#### 政府民望下挫
此爭議導致梁振英及特區政府的民望全線下挫。香港中文大學亞太研究所的民調顯示，梁振英的整體表現評分跌至上任後的新低41.7分；對特區政府表現的滿意者僅13.5%，不滿意者達到49.2%。

#### 立法會
因為香港電視網絡不獲發牌，連日集會、示威、遊行均無效用。11月6日舉香港立法會舉行資訊資訊科技及廣播事務特別會議。11月6日資訊科技界議員莫乃光提出使出立法會（權力及特權）條例，迫使政府交代真相。但因為涉及行政局保密機制。立法會議員在議會討論了多個小時依然未進行投票。在11月6日晚上十時休會。
11月7日，當所有議員發表意見和表明立場後。因為立法會是奉行分組選票。最終最後結果，是地方直選方面能通過議案。功能組別反對議案。因為立法會是奉行分組點票模式。而功能組別反對通過議案。因此立法會（權力及特權）條例調查免費電視發牌事件的議案遭否决。而普羅政治學苑黃毓民反對公民黨立法會議員郭榮鏗有關修訂特權法動議，在調查時不索取行政會議文件及任何相關商業秘密文件，故在有關修訂議案投票中投了棄權票，惟黃毓民投贊成票支持另一議員莫乃光的特權法原動議，即調查包括索取行政會議文件及任何相關商業秘密文件。

##### 立法會（權力及特權）條例修正案
泛民主派   親建制派
| 地方選區                                                                 | 地方選區                                      | 地方選區                                      | 地方選區                                      | 地方選區                                      | 功能團體                                      | 功能團體                                      | 功能團體                                      | 功能團體                                      | 功能團體                                      |
| 姓名                                                                     | 姓名                                          | 所屬選區                                      | 政治聯繫                                      | 投票決定                                      | 姓名                                          | 姓名                                          | 所屬界別                                      | 政治聯繫                                      | 投票決定                                      |
| ------------------------------------------------------------------------ | --------------------------------------------- | --------------------------------------------- | --------------------------------------------- | --------------------------------------------- | --------------------------------------------- | --------------------------------------------- | --------------------------------------------- | --------------------------------------------- | --------------------------------------------- |
|                                                                          | 曾鈺成                                        | 香港島                                        | 民建聯                                        | 出席但不投票                                  |                                               | 何俊仁                                        | 區議會（第二）                                | 民主黨                                        | (＋)贊成                                      |
|                                                                          | 李卓人                                        | 新界西                                        | 工黨                                          | (＋)贊成                                      |                                               | 涂謹申                                        | 區議會（第二）                                | 民主黨                                        | (＋)贊成                                      |
|                                                                          | 陳鑑林                                        | 九龍東                                        | 民建聯                                        | (－)反对                                      |                                               | 劉皇發                                        | 鄉議局                                        | 經民聯                                        | (－)反对                                      |
|                                                                          | 梁耀忠                                        | 新界西                                        | 街工                                          | (＋)贊成                                      |                                               | 石禮謙                                        | 地產及建造界                                  | 經民聯                                        | (－)反对                                      |
|                                                                          | 劉慧卿                                        | 新界東                                        | 民主黨                                        | (＋)贊成                                      |                                               | 張宇人                                        | 飲食界                                        | 自由黨                                        | (＋)贊成                                      |
|                                                                          | 譚耀宗                                        | 新界西                                        | 民建聯                                        | (－)反对                                      |                                               | 馮檢基                                        | 區議會（第二）                                | 民協                                          | (＋)贊成                                      |
|                                                                          | 王國興                                        | 香港島                                        | 工聯會                                        | (－)反对                                      |                                               | 方剛                                          | 批發及零售界                                  | 自由黨                                        | (＋)贊成                                      |
|                                                                          | 湯家驊                                        | 新界東                                        | 公民黨                                        | (＋)贊成                                      |                                               | 李國麟                                        | 衞生服務界                                    | 無                                            | (＋)贊成                                      |
|                                                                          | 何秀蘭                                        | 香港島                                        | 工黨                                          | (＋)贊成                                      |                                               | 林健鋒                                        | 商界（第一）                                  | 經民聯                                        | (－)反对                                      |
|                                                                          | 陳克勤                                        | 新界東                                        | 民建聯                                        | (－)反对                                      |                                               | 梁君彥                                        | 工業界（第一）                                | 經民聯                                        | (－)反对                                      |
|                                                                          | 梁美芬                                        | 九龍西                                        | 經民聯                                        | (－)反对                                      |                                               | 黃定光                                        | 進出口界                                      | 民建聯                                        | (－)反对                                      |
|                                                                          | 黃國健                                        | 九龍東                                        | 工聯會                                        | (－)反对                                      |                                               | 李慧琼                                        | 區議會（第二）                                | 民建聯                                        | (－)反对                                      |
|                                                                          | 葉劉淑儀                                      | 香港島                                        | 新民黨                                        | (－)反对                                      |                                               | 林大輝                                        | 工業界（第二）                                | 公民力量                                      | (＋)贊成                                      |
|                                                                          | 謝偉俊                                        | 九龍東                                        | 無                                            | 棄權                                          |                                               | 陳健波                                        | 保險界                                        | 無                                            | 棄權                                          |
|                                                                          | 梁家傑                                        | 九龍東                                        | 公民黨                                        | (＋)贊成                                      |                                               | 梁家騮                                        | 醫學界                                        | 無黨派                                        | (＋)贊成                                      |
|                                                                          | 梁國雄                                        | 新界東                                        | 社民連                                        | (＋)贊成                                      |                                               | 張國柱                                        | 社會福利界                                    | 工黨                                          | (＋)贊成                                      |
|                                                                          | 陳偉業                                        | 新界西                                        | 人民力量                                      | (＋)贊成                                      |                                               | 葉國謙                                        | 區議會（第一）                                | 民建聯                                        | (－)反对                                      |
|                                                                          | 黃毓民                                        | 九龍西                                        | 普羅政治學苑                                  | 棄權                                          |                                               | 吳亮星                                        | 金融界                                        | 無                                            | (－)反对                                      |
|                                                                          | 毛孟靜                                        | 九龍西                                        | 公民黨                                        | (＋)贊成                                      |                                               | 何俊賢                                        | 漁農界                                        | 民建聯                                        | (－)反对                                      |
|                                                                          | 田北辰                                        | 新界西                                        | 新民黨                                        | (－)反对                                      |                                               | 易志明                                        | 航運交通界                                    | 自由黨                                        | (＋)贊成                                      |
|                                                                          | 田北俊                                        | 新界東                                        | 自由黨                                        | (＋)贊成                                      |                                               | 姚思榮                                        | 旅遊界                                        | 無                                            | (－)反对                                      |
|                                                                          | 胡志偉                                        | 九龍東                                        | 民主黨                                        | (＋)贊成                                      |                                               | 馬逢國                                        | 體育、演藝、文化及出版界                      | 新論壇                                        | 棄權                                          |
|                                                                          | 范國威                                        | 新界東                                        | 新民主同盟                                    | (＋)贊成                                      |                                               | 莫乃光                                        | 資訊科技界                                    | 公專聯                                        | (＋)贊成                                      |
|                                                                          | 陳志全                                        | 新界東                                        | 人民力量                                      | (＋)贊成                                      |                                               | 陳婉嫻                                        | 區議會 (第二)                                 | 工聯會                                        | (－)反对                                      |
|                                                                          | 陳恆鑌                                        | 新界西                                        | 民建聯                                        | (－)反对                                      |                                               | 梁繼昌                                        | 會計界                                        | 公專聯                                        | (＋)贊成                                      |
|                                                                          | 陳家洛                                        | 香港島                                        | 公民黨                                        | (＋)贊成                                      |                                               | 郭偉强                                        | 勞工界                                        | 工聯會                                        | (－)反对                                      |
|                                                                          | 梁志祥                                        | 新界西                                        | 民建聯                                        | (－)反对                                      |                                               | 郭榮鏗                                        | 法律界                                        | 公民黨                                        | (＋)贊成                                      |
|                                                                          | 麥美娟                                        | 新界西                                        | 工聯會                                        | (－)反对                                      |                                               | 張華峯                                        | 金融服務界                                    | 經民聯                                        | (－)反对                                      |
|                                                                          | 郭家麒                                        | 新界西                                        | 公民黨                                        | (＋)贊成                                      |                                               | 葉建源                                        | 教育界                                        | 教協                                          | (＋)贊成                                      |
|                                                                          | 張超雄                                        | 新界東                                        | 工黨                                          | (＋)贊成                                      |                                               | 廖長江                                        | 商界（第二）                                  | 無                                            | (－)反对                                      |
|                                                                          | 單仲偕                                        | 香港島                                        | 民主黨                                        | (＋)贊成                                      |                                               | 潘兆平                                        | 勞工界                                        | 勞聯                                          | 棄權                                          |
|                                                                          | 黃碧雲                                        | 九龍西                                        | 民主黨                                        | (＋)贊成                                      |                                               | 鄧家彪                                        | 勞工界                                        | 工聯會                                        | (－)反对                                      |
|                                                                          | 葛珮帆                                        | 新界東                                        | 民建聯                                        | (－)反对                                      |                                               | 盧偉國                                        | 工程界                                        | 經民聯                                        | (－)反对                                      |
|                                                                          | 蔣麗芸                                        | 九龍西                                        | 民建聯                                        | (－)反对                                      |                                               | 鍾國斌                                        | 紡織及製衣界                                  | 自由黨                                        | (＋)贊成                                      |
|                                                                          | 鍾樹根                                        | 香港島                                        | 民建聯                                        | (－)反对                                      |                                               | 謝偉銓                                        | 建築、測量及都市規劃界                        | 無                                            | 棄權                                          |
| (＋)贊成：18票 (－)反对：14票 棄權:2 （通過）                            | (＋)贊成：18票 (－)反对：14票 棄權:2 （通過） | (＋)贊成：18票 (－)反对：14票 棄權:2 （通過） | (＋)贊成：18票 (－)反对：14票 棄權:2 （通過） | (＋)贊成：18票 (－)反对：14票 棄權:2 （通過） | (＋)贊成：15票 (－)反对：16票 棄權:4 （否決） | (＋)贊成：15票 (－)反对：16票 棄權:4 （否決） | (＋)贊成：15票 (－)反对：16票 棄權:4 （否決） | (＋)贊成：15票 (－)反对：16票 棄權:4 （否決） | (＋)贊成：15票 (－)反对：16票 棄權:4 （否決） |
| \| 最終表決結果 \| 否決 \| \| 立法會（權力及特權）條例修正案被否決 \| \| |                                               |                                               |                                               |                                               |                                               |                                               |                                               |                                               |                                               |
| 最終表決結果                                                             | 否決                                          |                                               |                                               |                                               |                                               |                                               |                                               |                                               |                                               |
| 立法會（權力及特權）條例修正案被否決                                     |                                               |                                               |                                               |                                               |                                               |                                               |                                               |                                               |                                               |

立法會（權力及特權）條例原動議
  泛民主派   親建制派
| 地方選區                                                               | 地方選區                                      | 地方選區                                      | 地方選區                                      | 地方選區                                      | 功能團體                                      | 功能團體                                      | 功能團體                                      | 功能團體                                      | 功能團體                                      |
| 姓名                                                                   | 姓名                                          | 所屬選區                                      | 政治聯繫                                      | 投票決定                                      | 姓名                                          | 姓名                                          | 所屬界別                                      | 政治聯繫                                      | 投票決定                                      |
| ---------------------------------------------------------------------- | --------------------------------------------- | --------------------------------------------- | --------------------------------------------- | --------------------------------------------- | --------------------------------------------- | --------------------------------------------- | --------------------------------------------- | --------------------------------------------- | --------------------------------------------- |
|                                                                        | 曾鈺成                                        | 香港島                                        | 民建聯                                        | 出席但不投票                                  |                                               | 何俊仁                                        | 區議會（第二）                                | 民主黨                                        | (＋)贊成                                      |
|                                                                        | 李卓人                                        | 新界西                                        | 工黨                                          | (＋)贊成                                      |                                               | 涂謹申                                        | 區議會（第二）                                | 民主黨                                        | (＋)贊成                                      |
|                                                                        | 陳鑑林                                        | 九龍東                                        | 民建聯                                        | (－)反对                                      |                                               | 劉皇發                                        | 鄉議局                                        | 經民聯                                        | (－)反对                                      |
|                                                                        | 梁耀忠                                        | 新界西                                        | 街工                                          | (＋)贊成                                      |                                               | 石禮謙                                        | 地產及建造界                                  | 經民聯                                        | (－)反对                                      |
|                                                                        | 劉慧卿                                        | 新界東                                        | 民主黨                                        | (＋)贊成                                      |                                               | 張宇人                                        | 飲食界                                        | 自由黨                                        | (－)反对                                      |
|                                                                        | 譚耀宗                                        | 新界西                                        | 民建聯                                        | (－)反对                                      |                                               | 馮檢基                                        | 區議會（第二）                                | 民協                                          | (＋)贊成                                      |
|                                                                        | 王國興                                        | 香港島                                        | 工聯會                                        | (－)反对                                      |                                               | 方剛                                          | 批發及零售界                                  | 自由黨                                        | (－)反对                                      |
|                                                                        | 湯家驊                                        | 新界東                                        | 公民黨                                        | (＋)贊成                                      |                                               | 李國麟                                        | 衞生服務界                                    | 無                                            | (＋)贊成                                      |
|                                                                        | 何秀蘭                                        | 香港島                                        | 工黨                                          | (＋)贊成                                      |                                               | 林健鋒                                        | 商界（第一）                                  | 經民聯                                        | (－)反对                                      |
|                                                                        | 陳克勤                                        | 新界東                                        | 民建聯                                        | (－)反对                                      |                                               | 梁君彥                                        | 工業界（第一）                                | 經民聯                                        | (－)反对                                      |
|                                                                        | 梁美芬                                        | 九龍西                                        | 經民聯                                        | (－)反对                                      |                                               | 黃定光                                        | 進出口界                                      | 民建聯                                        | (－)反对                                      |
|                                                                        | 黃國健                                        | 九龍東                                        | 工聯會                                        | (－)反对                                      |                                               | 李慧琼                                        | 區議會（第二）                                | 民建聯                                        | (－)反对                                      |
|                                                                        | 葉劉淑儀                                      | 香港島                                        | 新民黨                                        | (－)反对                                      |                                               | 林大輝                                        | 工業界（第二）                                | 公民力量                                      | (－)反对                                      |
|                                                                        | 謝偉俊                                        | 九龍東                                        | 無                                            | 棄權                                          |                                               | 陳健波                                        | 保險界                                        | 無                                            | (－)反对                                      |
|                                                                        | 梁家傑                                        | 九龍東                                        | 公民黨                                        | (＋)贊成                                      |                                               | 梁家騮                                        | 醫學界                                        | 無黨派                                        | (＋)贊成                                      |
|                                                                        | 梁國雄                                        | 新界東                                        | 社民連                                        | (＋)贊成                                      |                                               | 張國柱                                        | 社會福利界                                    | 工黨                                          | (＋)贊成                                      |
|                                                                        | 陳偉業                                        | 新界西                                        | 人民力量                                      | (＋)贊成                                      |                                               | 葉國謙                                        | 區議會（第一）                                | 民建聯                                        | (－)反对                                      |
|                                                                        | 黃毓民                                        | 九龍西                                        | 普羅政治學苑                                  | (＋)贊成                                      |                                               | 吳亮星                                        | 金融界                                        | 無                                            | (－)反对                                      |
|                                                                        | 毛孟靜                                        | 九龍西                                        | 公民黨                                        | (＋)贊成                                      |                                               | 何俊賢                                        | 漁農界                                        | 民建聯                                        | (－)反对                                      |
|                                                                        | 田北辰                                        | 新界西                                        | 新民黨                                        | (－)反对                                      |                                               | 易志明                                        | 航運交通界                                    | 自由黨                                        | (－)反对                                      |
|                                                                        | 田北俊                                        | 新界東                                        | 自由黨                                        | (－)反对                                      |                                               | 姚思榮                                        | 旅遊界                                        | 無                                            | (－)反对                                      |
|                                                                        | 胡志偉                                        | 九龍東                                        | 民主黨                                        | (＋)贊成                                      |                                               | 馬逢國                                        | 體育、演藝、文化及出版界                      | 新論壇                                        | 棄權                                          |
|                                                                        | 范國威                                        | 新界東                                        | 新民主同盟                                    | (＋)贊成                                      |                                               | 莫乃光                                        | 資訊科技界                                    | 公專聯                                        | (＋)贊成                                      |
|                                                                        | 陳志全                                        | 新界東                                        | 人民力量                                      | (＋)贊成                                      |                                               | 陳婉嫻                                        | 區議會 (第二)                                 | 工聯會                                        | (－)反对                                      |
|                                                                        | 陳恆鑌                                        | 新界西                                        | 民建聯                                        | (－)反对                                      |                                               | 梁繼昌                                        | 會計界                                        | 公專聯                                        | (＋)贊成                                      |
|                                                                        | 陳家洛                                        | 香港島                                        | 公民黨                                        | (＋)贊成                                      |                                               | 郭偉强                                        | 勞工界                                        | 工聯會                                        | (－)反对                                      |
|                                                                        | 梁志祥                                        | 新界西                                        | 民建聯                                        | (－)反对                                      |                                               | 郭榮鏗                                        | 法律界                                        | 公民黨                                        | (＋)贊成                                      |
|                                                                        | 麥美娟                                        | 新界西                                        | 工聯會                                        | (－)反对                                      |                                               | 張華峯                                        | 金融服務界                                    | 經民聯                                        | (－)反对                                      |
|                                                                        | 郭家麒                                        | 新界西                                        | 公民黨                                        | (＋)贊成                                      |                                               | 葉建源                                        | 教育界                                        | 教協                                          | (＋)贊成                                      |
|                                                                        | 張超雄                                        | 新界東                                        | 工黨                                          | (＋)贊成                                      |                                               | 廖長江                                        | 商界（第二）                                  | 無                                            | (－)反对                                      |
|                                                                        | 單仲偕                                        | 香港島                                        | 民主黨                                        | (＋)贊成                                      |                                               | 潘兆平                                        | 勞工界                                        | 勞聯                                          | 棄權                                          |
|                                                                        | 黃碧雲                                        | 九龍西                                        | 民主黨                                        | (＋)贊成                                      |                                               | 鄧家彪                                        | 勞工界                                        | 工聯會                                        | (－)反对                                      |
|                                                                        | 葛珮帆                                        | 新界東                                        | 民建聯                                        | (－)反对                                      |                                               | 盧偉國                                        | 工程界                                        | 經民聯                                        | (－)反对                                      |
|                                                                        | 蔣麗芸                                        | 九龍西                                        | 民建聯                                        | (－)反对                                      |                                               | 鍾國斌                                        | 紡織及製衣界                                  | 自由黨                                        | (－)反对                                      |
|                                                                        | 鍾樹根                                        | 香港島                                        | 民建聯                                        | (－)反对                                      |                                               | 謝偉銓                                        | 建築、測量及都市規劃界                        | 無                                            | 棄權                                          |
| (＋)贊成：18票 (－)反对：15票 棄權:1 （通過）                          | (＋)贊成：18票 (－)反对：15票 棄權:1 （通過） | (＋)贊成：18票 (－)反对：15票 棄權:1 （通過） | (＋)贊成：18票 (－)反对：15票 棄權:1 （通過） | (＋)贊成：18票 (－)反对：15票 棄權:1 （通過） | (＋)贊成：10票 (－)反对：22票 棄權:3 （否決） | (＋)贊成：10票 (－)反对：22票 棄權:3 （否決） | (＋)贊成：10票 (－)反对：22票 棄權:3 （否決） | (＋)贊成：10票 (－)反对：22票 棄權:3 （否決） | (＋)贊成：10票 (－)反对：22票 棄權:3 （否決） |
| \| 最終表決結果 \| 否決 \| \| 立法會（權力及特權）條例動議被否決 \| \| |                                               |                                               |                                               |                                               |                                               |                                               |                                               |                                               |                                               |
| 最終表決結果                                                           | 否決                                          |                                               |                                               |                                               |                                               |                                               |                                               |                                               |                                               |
| 立法會（權力及特權）條例動議被否決                                     |                                               |                                               |                                               |                                               |                                               |                                               |                                               |                                               |                                               |

### 香港社會
普遍輿論認為香港電視網絡不獲批發牌照乃為政治因素，再加上王維基表示「究竟香港係法律大、政策大，定係特首最大？」（究竟香港是法律大、政策大，還是特首最大？），暗示香港行政長官梁振英不發牌給香港電視網絡，令公眾相信香港電視網絡不獲發牌是「一男子」因素。

#### 激化社會運動
對於香港電視網絡不獲發牌，而政府又未能給予讓公眾接受的解釋，佔領中環發起人陳健民認為這場風波或許會激化佔領中環行動。另一方面，部分人士把事件推向其他對現有免費電視市場不滿的範疇，集結對電視市場上既得利益的龐大反對勢力，並不時受到不獲發牌一方的推波助瀾。

#### 流行文化
在为倫敦夏季奧林匹克運動會制作主题歌曲的英國歌手Kashy Keegan，為了鼓勵香港人更特地到政府總部獻唱該曲。當晚高歌一曲《This Is My Dream》為港視員工打氣，留港期間又到王維基家中作客及合照留念，令他人氣急升。不過11月1日時，他在facebook留言，透露原本和香港環球唱片公司傾好合作，但對方日前突通知計劃擱置。Kashy稱唱片公司答允為他出新碟，怎料前日卻突收到對方通知計劃擱置，理由是有其他優先處理的計劃，他不悅留言：「That is a great shame. However, I do not want to work with anyone who doesn't value me or my music.（這是很大的羞辱，不過，我也不想跟不重視我或我音樂的人合作。）他之後再留言叫網民若認識或知道有合適的唱片公司，不妨介紹給他。有網民留言直指事件與他參與支持港視集會有關。環球與政府一向關係友好，旗下歌手張學友與陳奕迅曾合唱《家是香港》，旗下樂隊Mr.在今年7.1被指為《香港巨蛋音樂節》演出。旗下另一歌手關楚耀雖有拍港視劇，但有傳環球禁他出席撐港視活動。
香港網民更發起萬千熄機賀台慶活動，以示不滿。

#### 前港視員工
有部份被辭退的員工，接受電子傳媒訪問，會和香港泛民主派政治人物合作繼續爭取發牌，且將在2013年11月30日在添馬公園繼續進行集會。當晚有百幾人集會，公民黨議員毛孟靜也有去撐場。

#### 後續
2014年2月，曾公開批評政府曲解其顧問報告的威普諮詢顧問亞洲區總監伍珮瑩離職，惹起外界關注港府是否「秋後算賬」，特首辦在2月5日下午回應稱，特首梁振英本人與特首辦均無接觸過威普諮詢顧問公司。
商務及經濟發展局指，自審批免費電視牌照結果公布後，該局並無接觸過威普諮詢顧問公司，更絕無向該公司施壓，又指私人公司的人事調動屬有關機構的內部事宜，當局不會評論。
威普則指出，伍珮瑩離職，與報道內提及的信件，以及政府發放電視牌照的事件無關。威普透露，伍珮瑩在1月22日提出書面辭呈，強調公司與客戶的關係絕對保密。
伍珮瑩回應傳媒查詢指，「這段時間，要休息吓，陪吓屋企人，亦都整理吓安排新的計劃，沒有後悔講過之前的說話。」（這段時間，希望休息，陪伴家人，也要整理一下安排新的計劃，沒有後悔過之前的說話。）她強調，站在專業及香港人立場，不能不講，現在也沒有後悔。

## 圖集

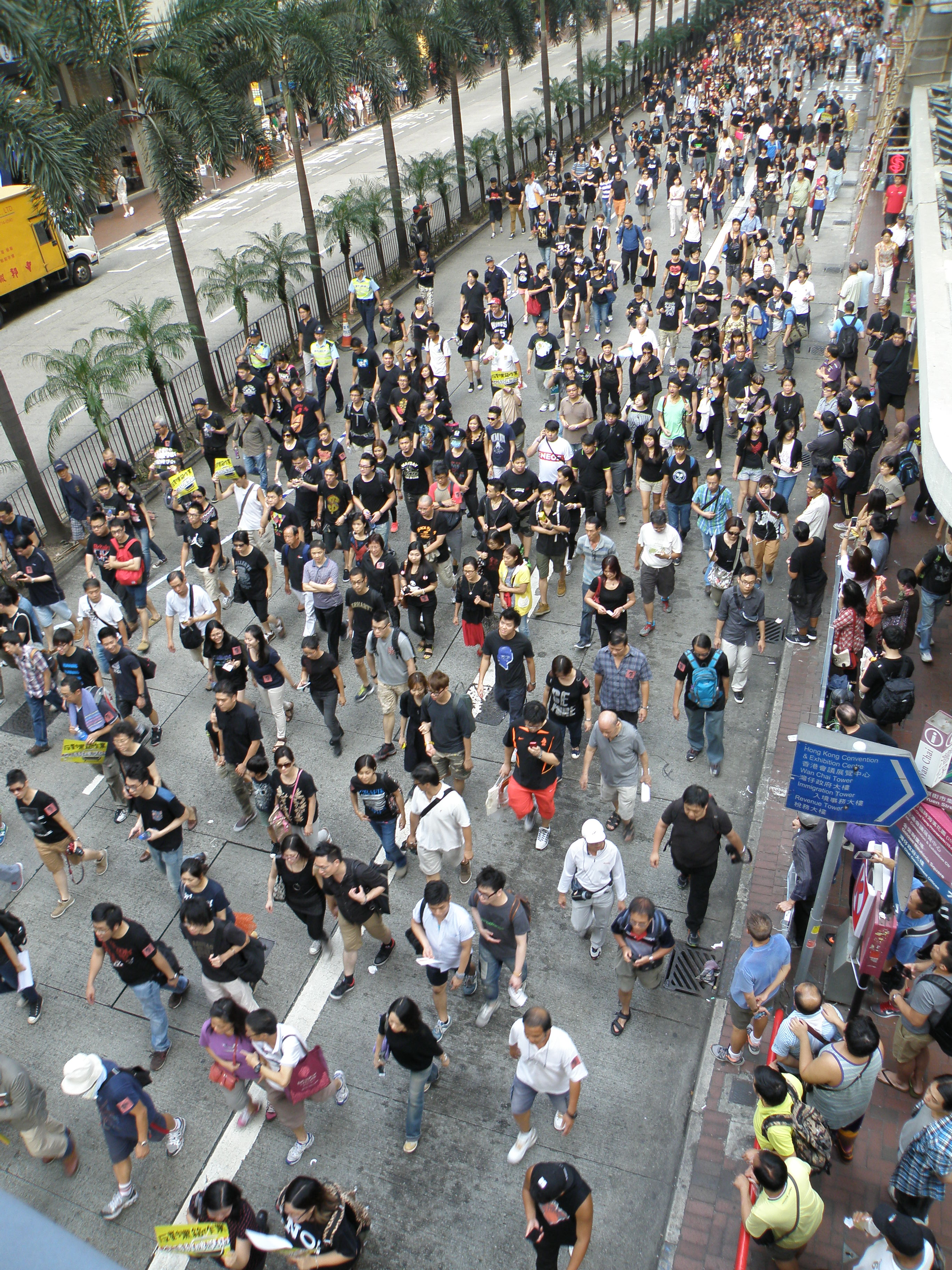
由於遊行人數眾多，警方開放軒尼詩道西行全部3條行車線，而響應大會呼籲，大部份遊行人士均穿上黑色衣服，以示不滿政府否決發出免費電視牌予香港電視
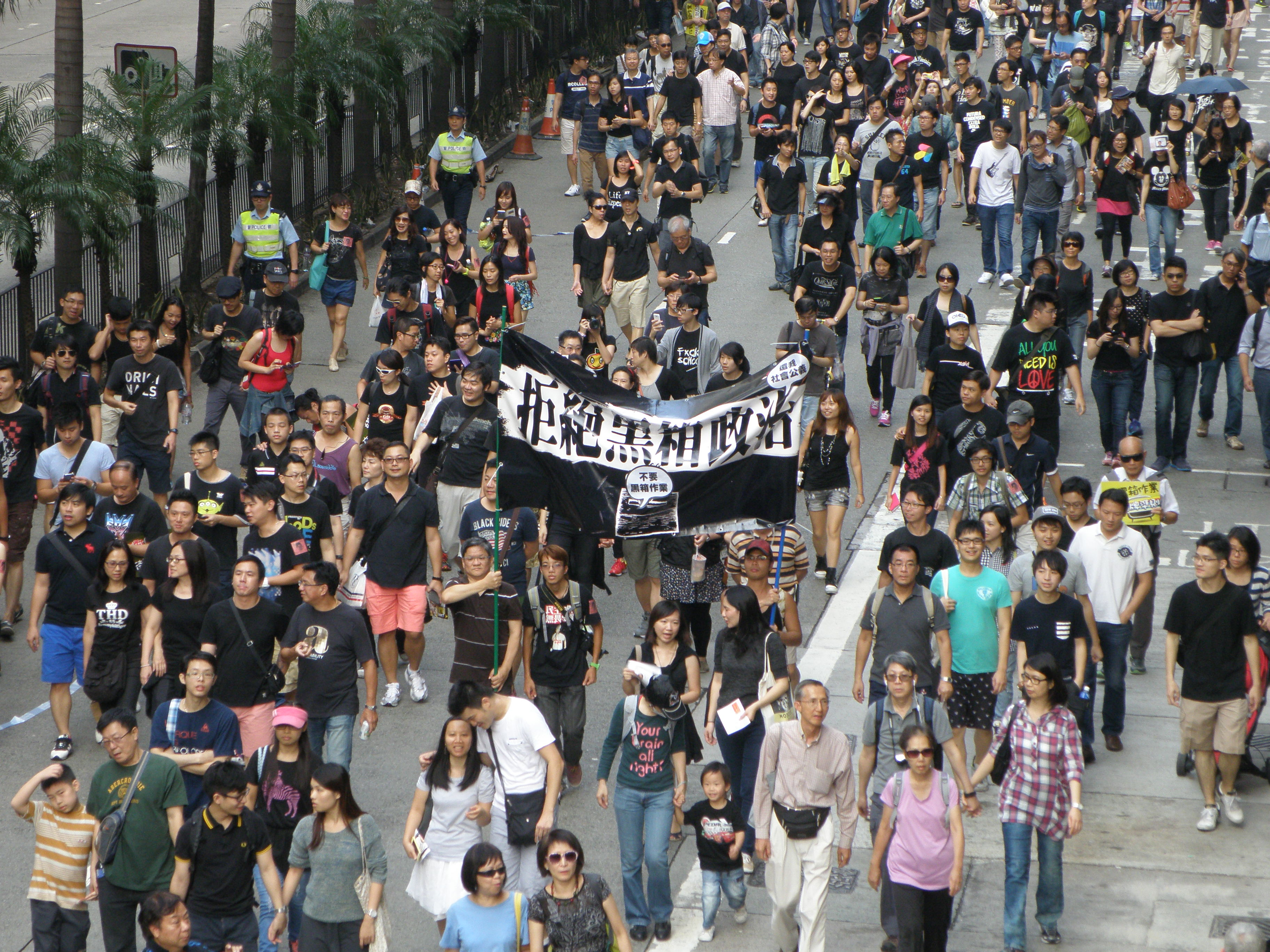
部份示威人士訴求： 「拒絕黑箱政治」
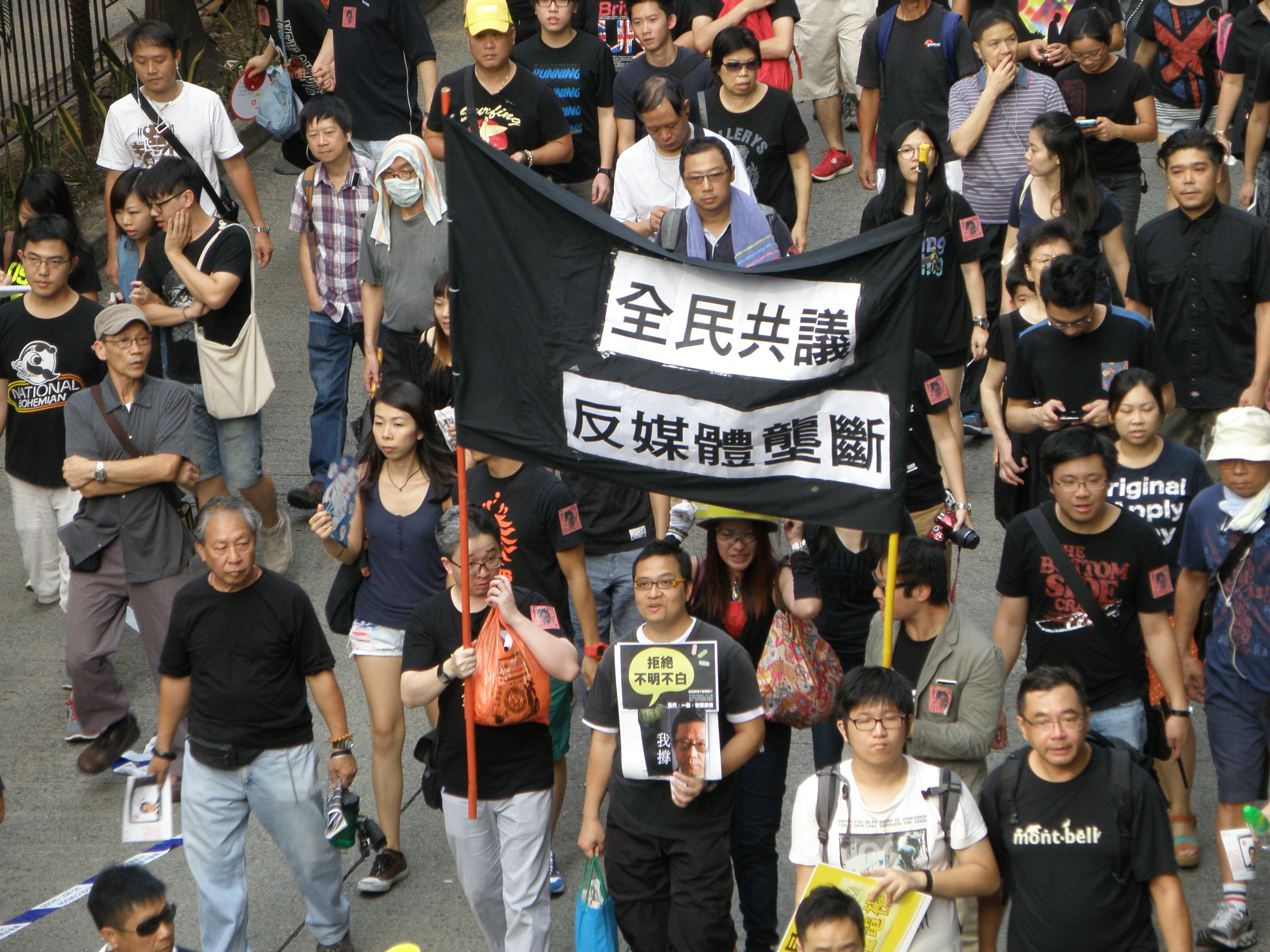
部份示威人士訴求： 「全民共議 反媒體壟斷」
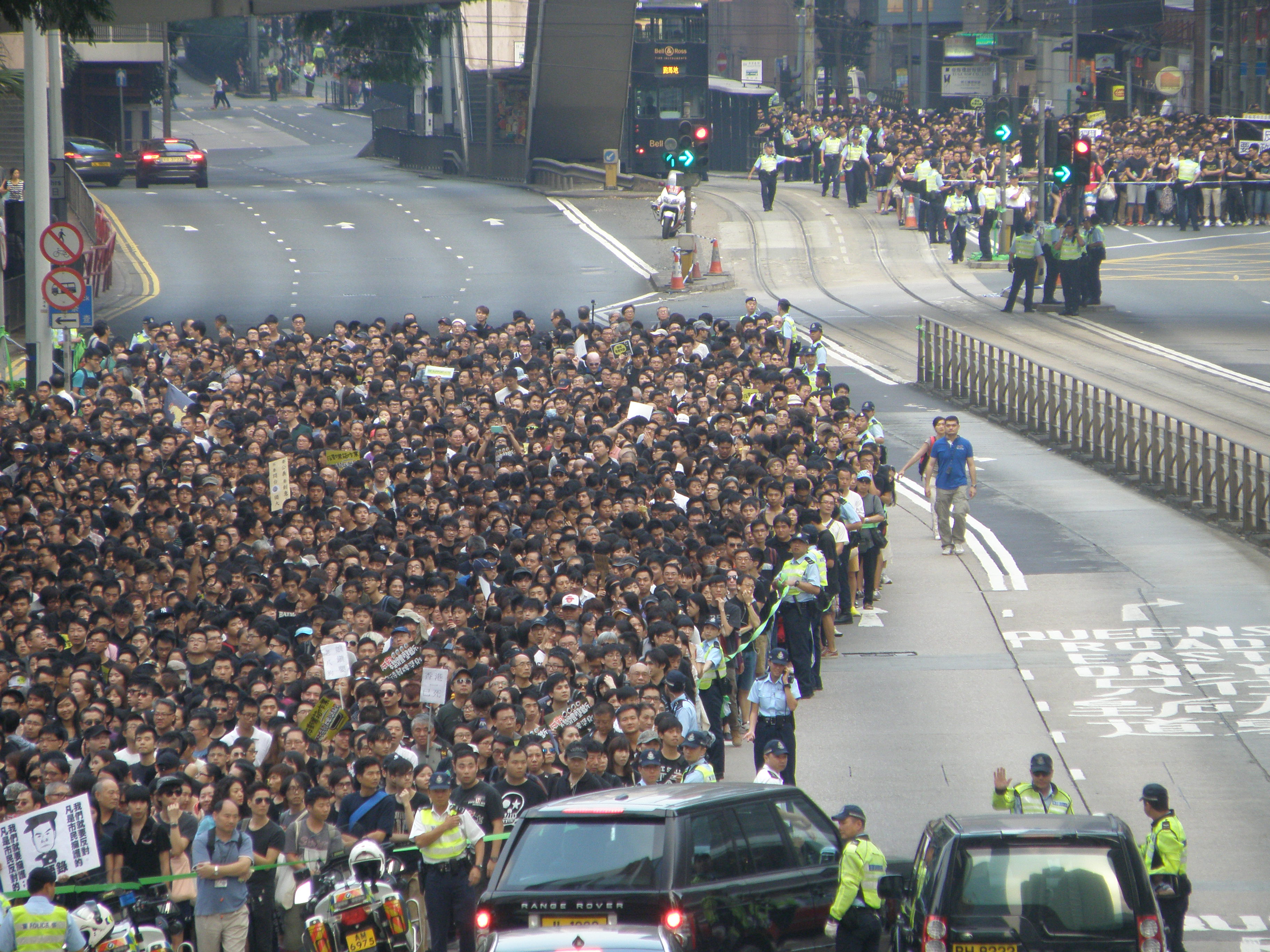
為免影響交通，警方分批讓遊行人士由軒尼詩道西行線轉往金鐘道東行線
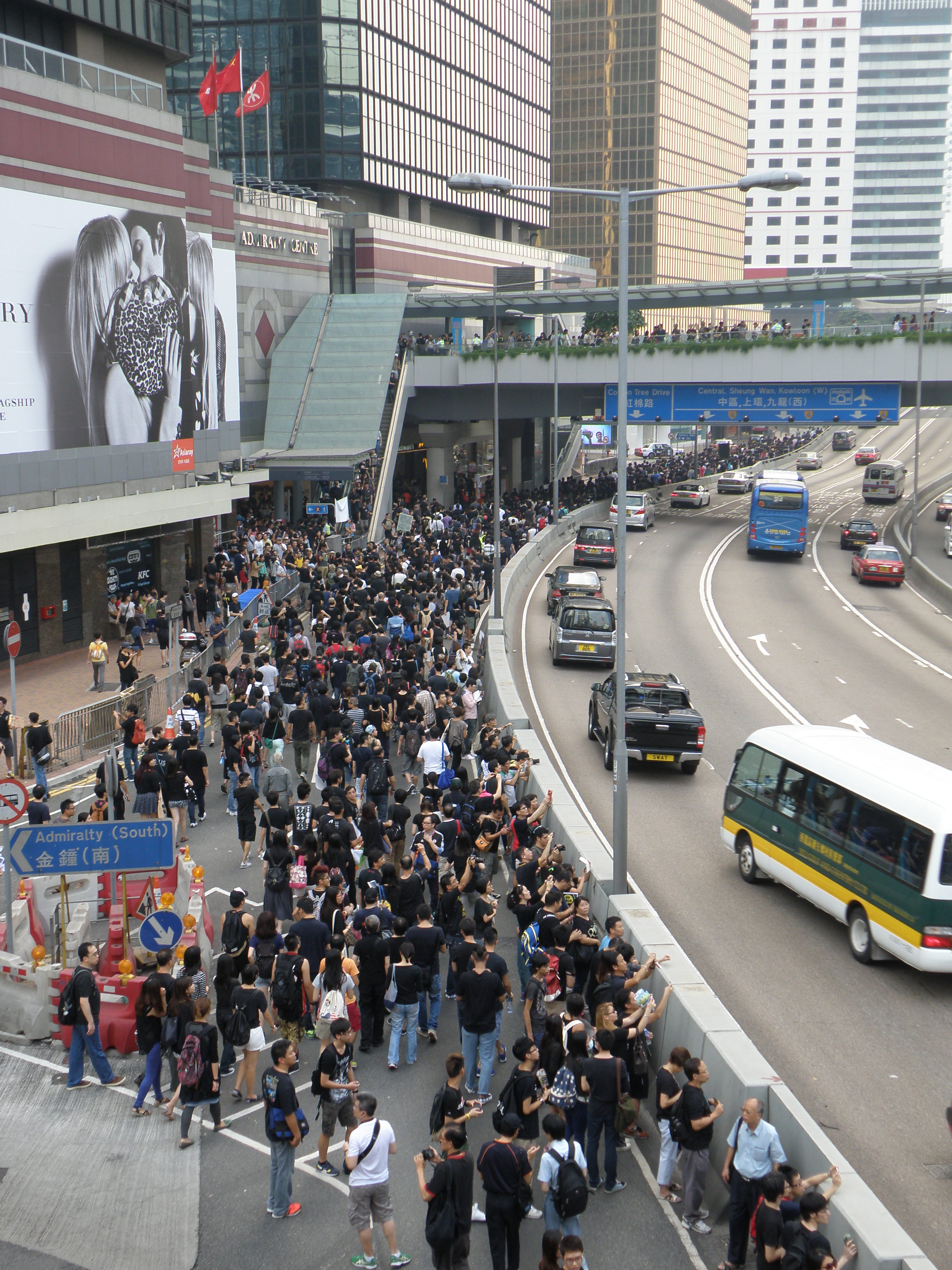
示威者沿夏愨道慢線向西行，準備右轉入政府總部公民廣場集會地點
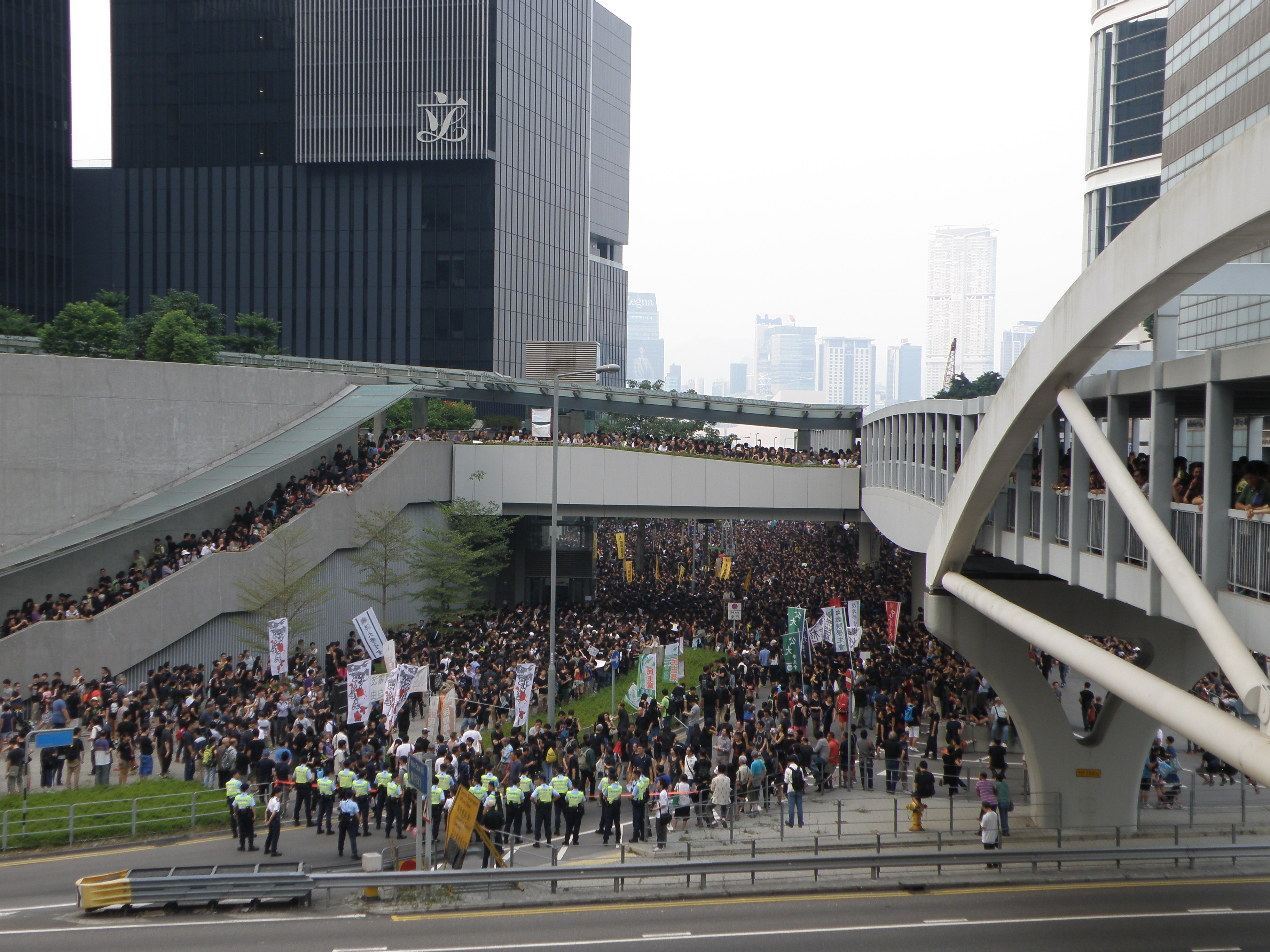
遊行人士與香港電視員工擠滿公民廣場
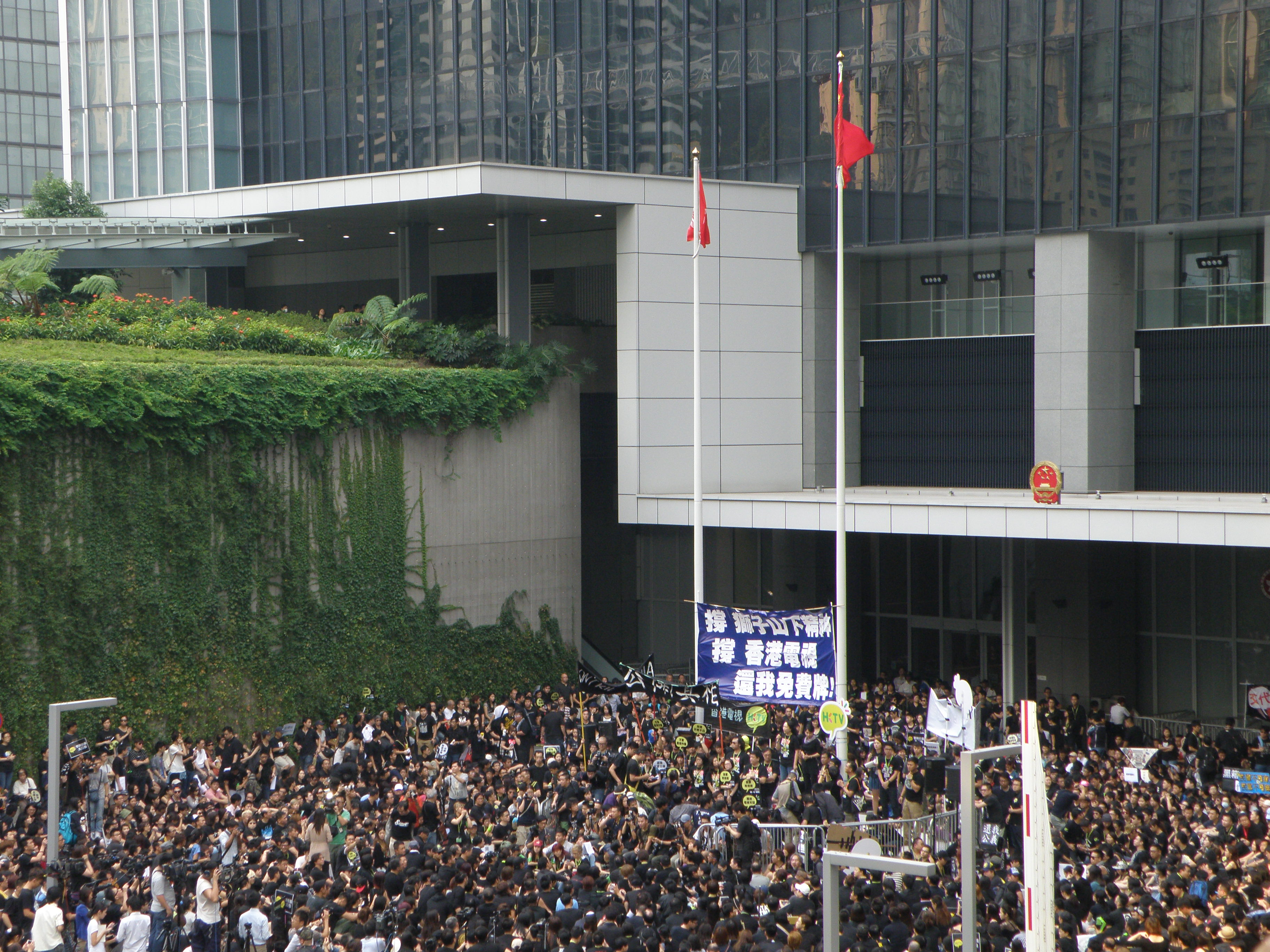
旗桿下的講話者站上講台準備發言
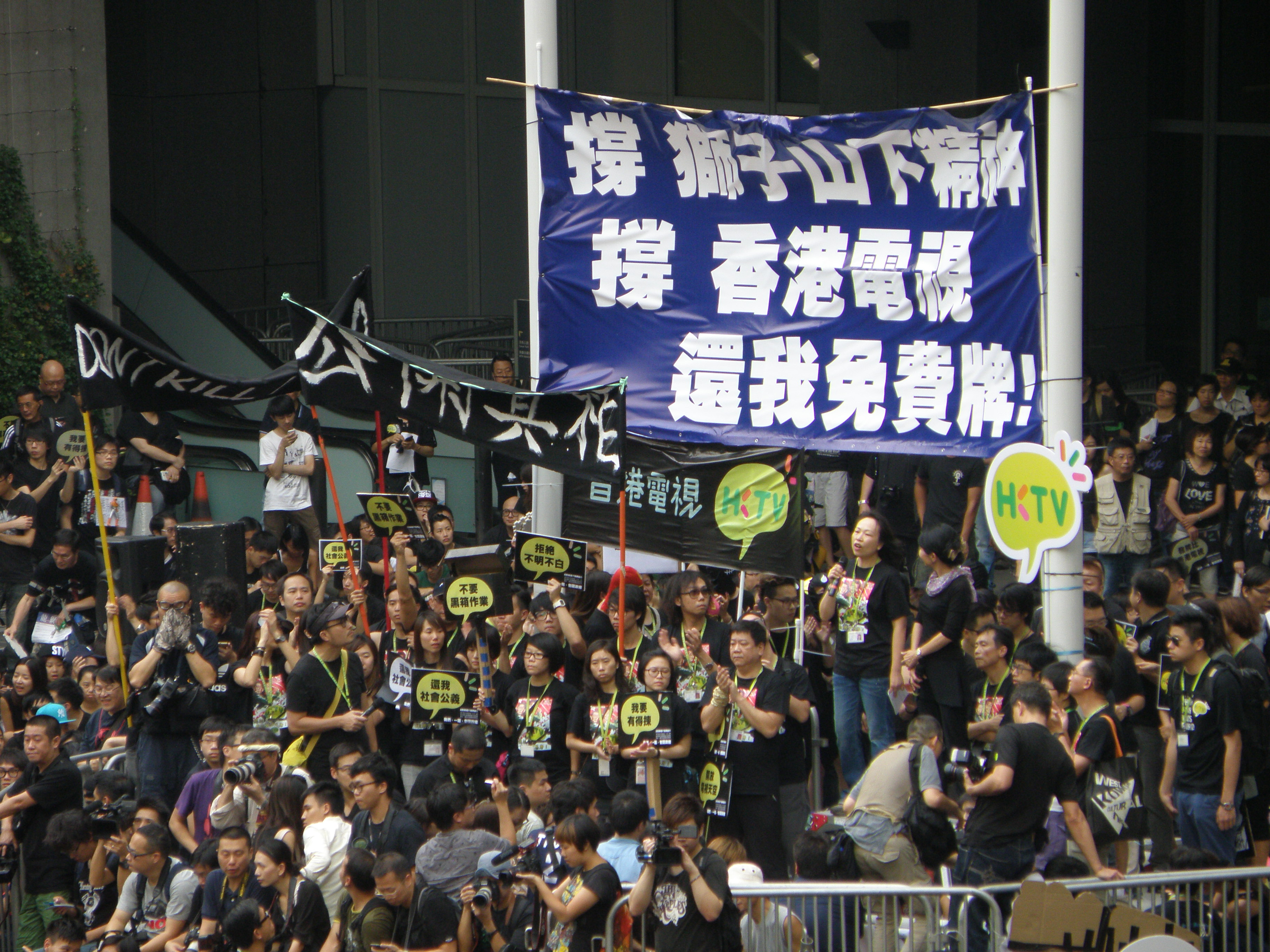
港視綜藝資訊製作總監鄧婉媚表示不希望社會變成「汰強留弱」，香港政府不應再踐踏制度
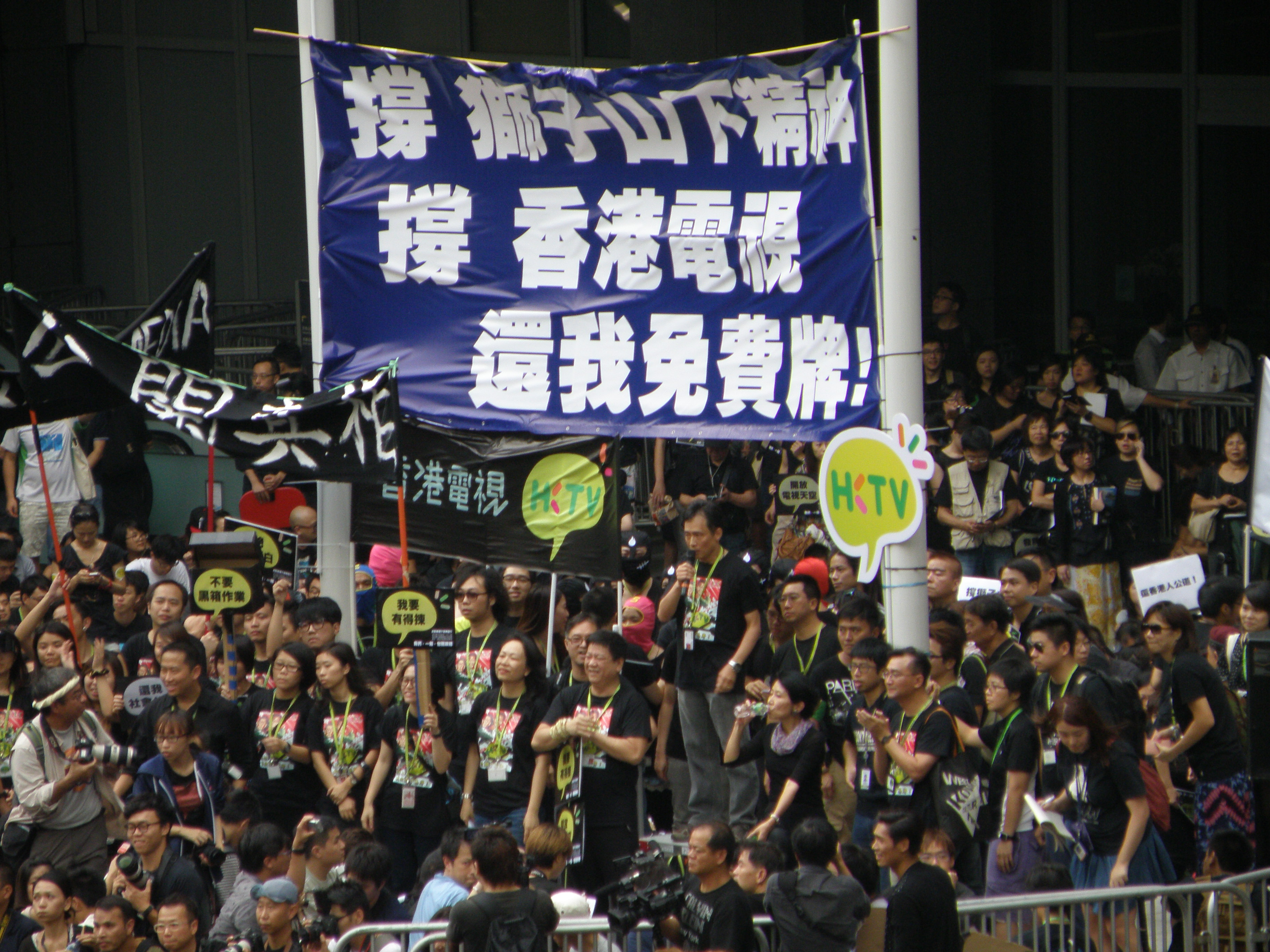
港視導演蔡錦源表示：「今日發生在香港電視身上的事，將來你們的台（電視台）續牌時，都隨時會有一籃子決定，不給原因收回你的牌照，不過香港都依然會有四個台，因為香港可以容納四個免費電視台，就是中央一、二、三台，當然還有亞視」
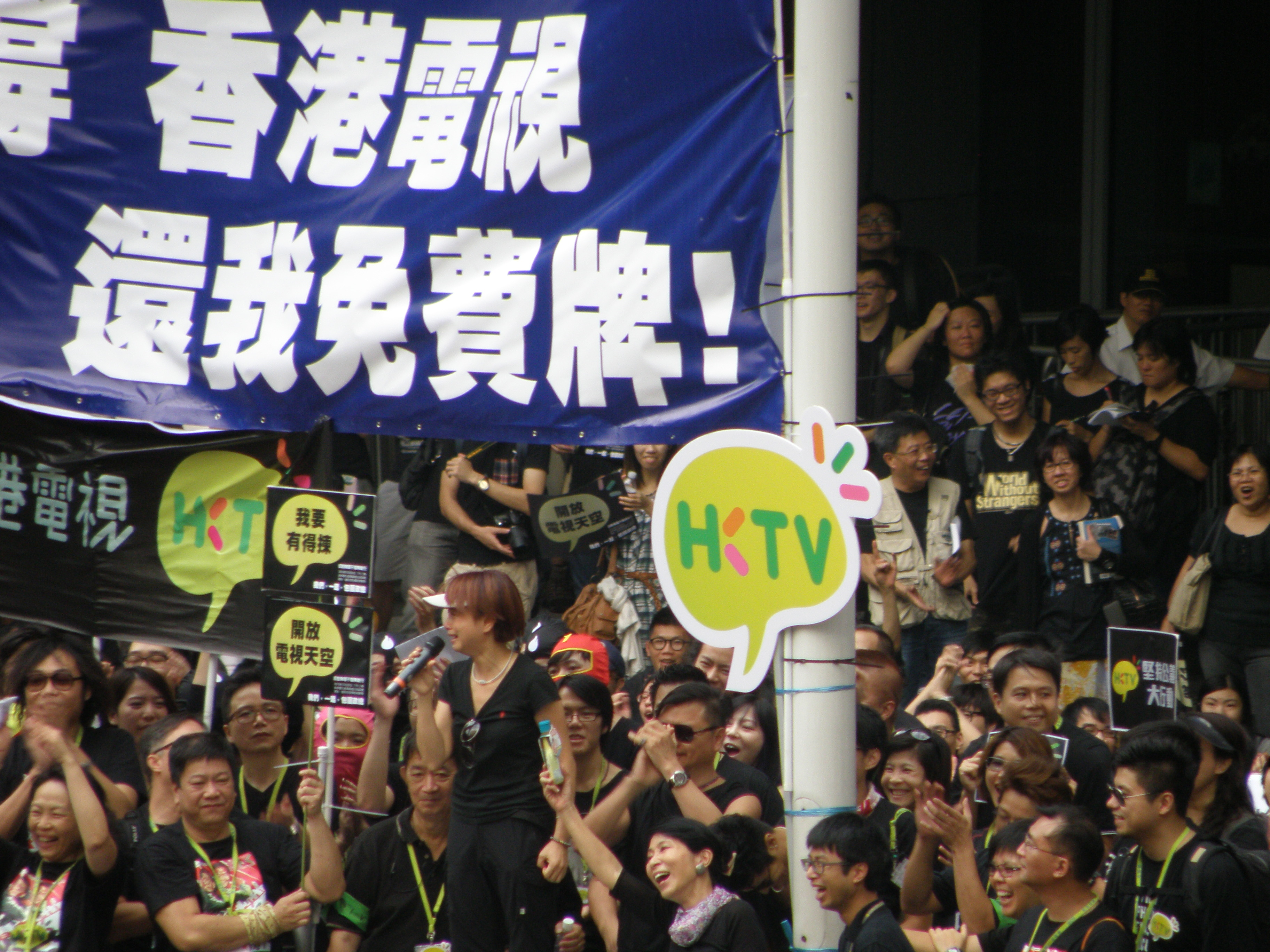
港視藝員劉玉翠上台發言時一度激動落淚，她表示為港視不獲發牌感難過及傷心
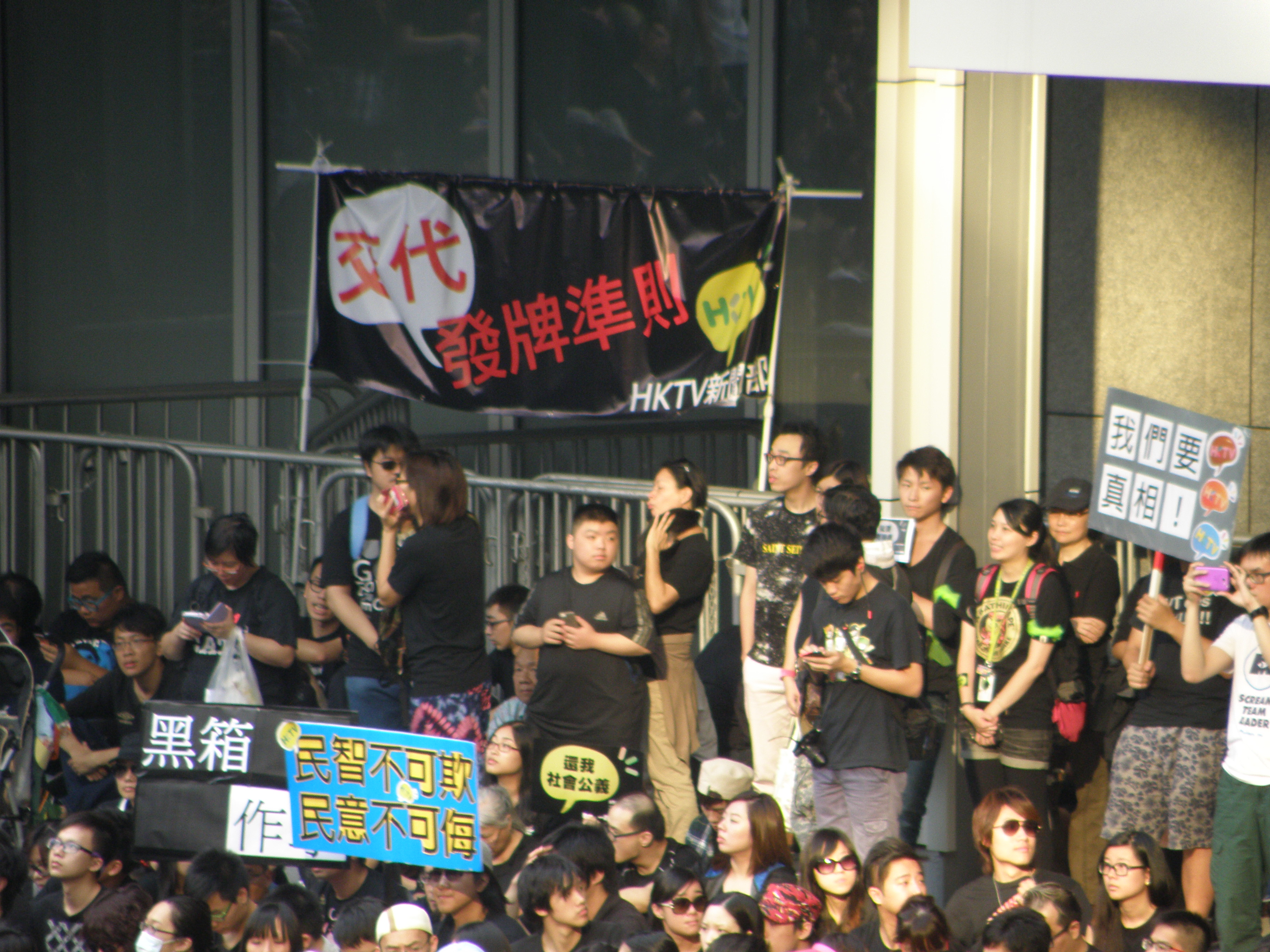
部份港視員工標語： 「交代發牌準則」、 「民智不可欺 民意不可侮」、 「我們要真相！」、 「黑箱作孽」、 「還我社會公義」
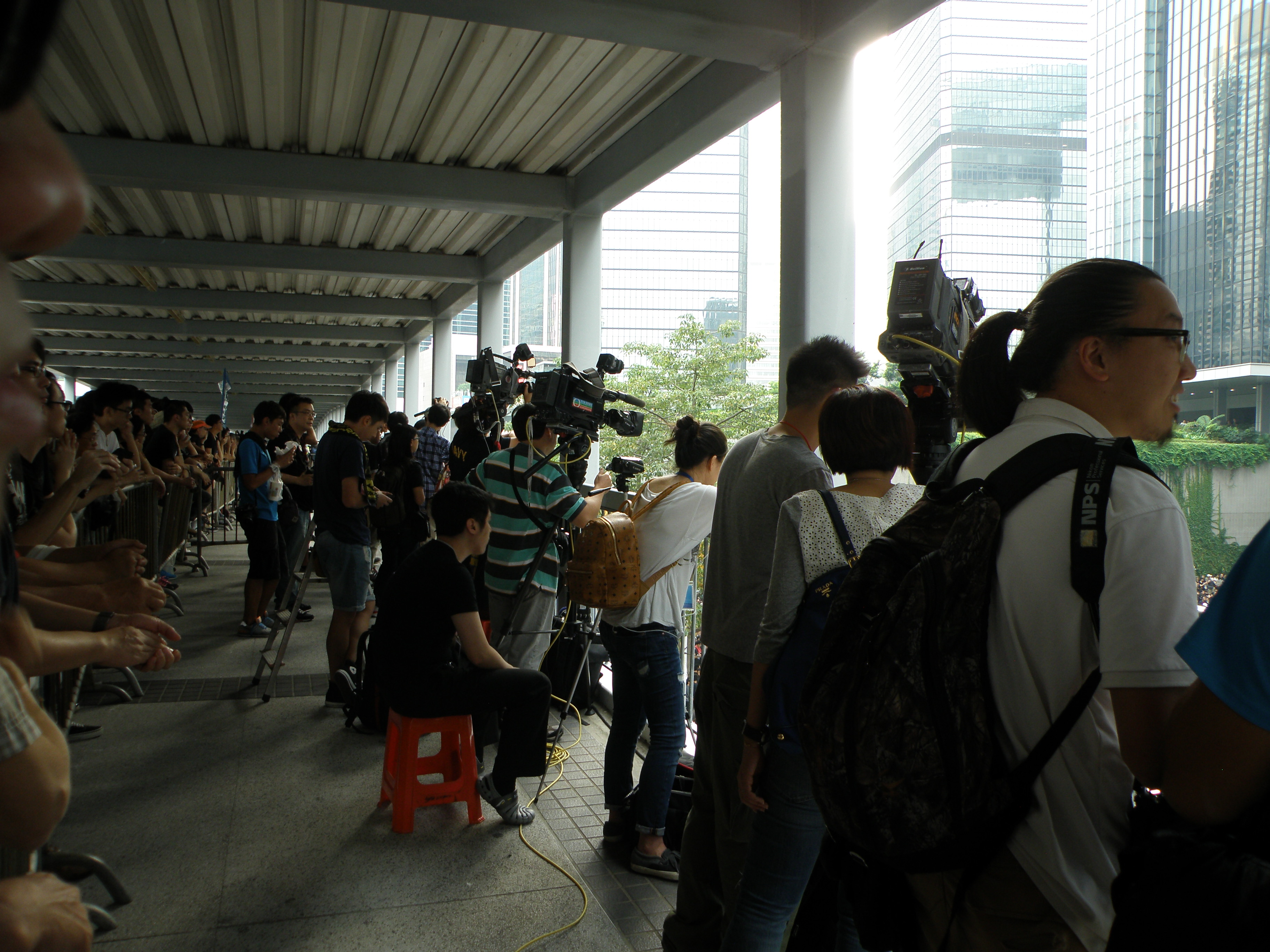
公民廣場旁邊天橋上，大批傳媒正在欄杆邊採訪集會，大批市民則分隔在鐵馬外圍觀
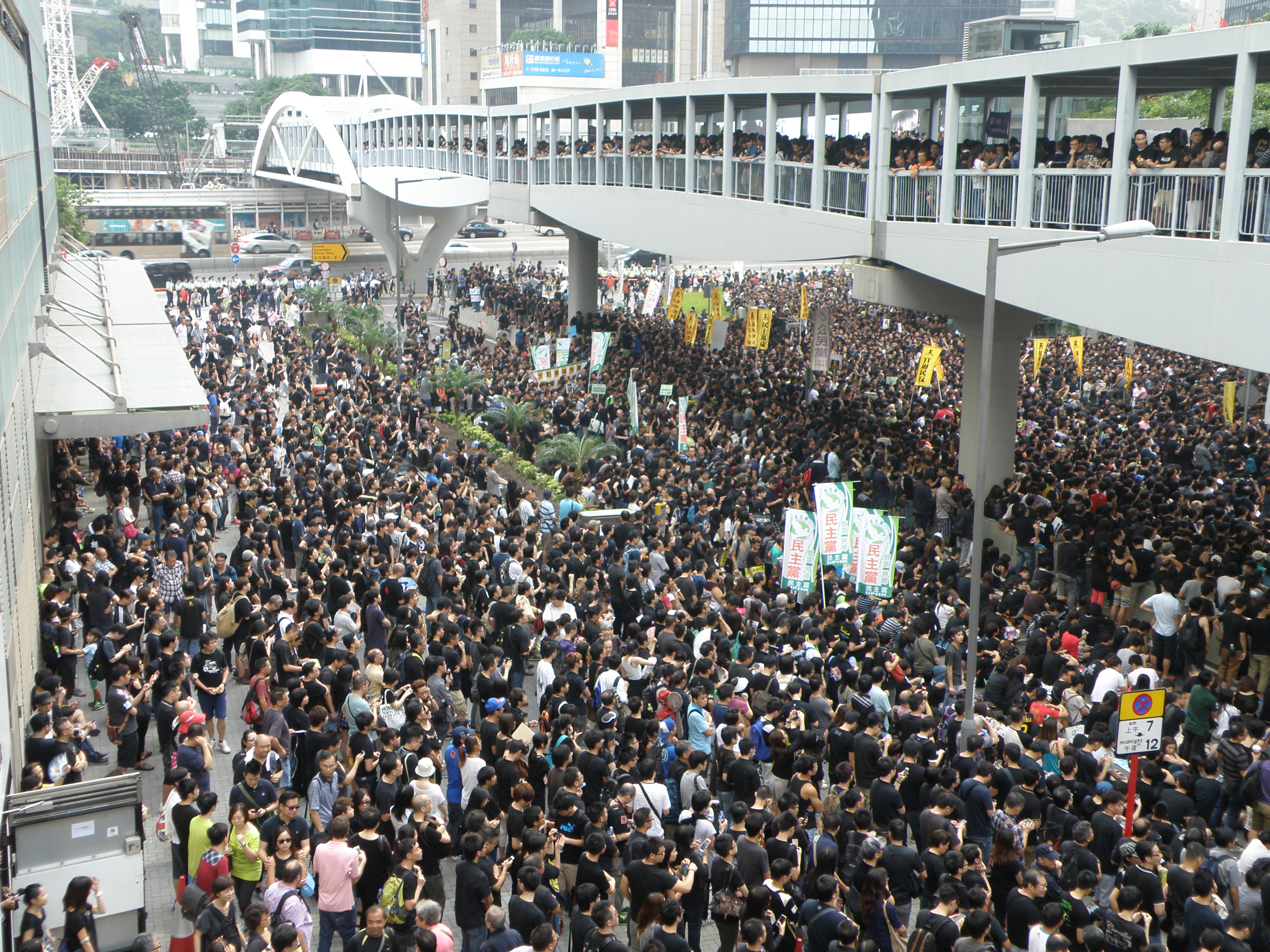
人群佔據公民廣場、添美道、中信大廈旁的行人路及天橋上
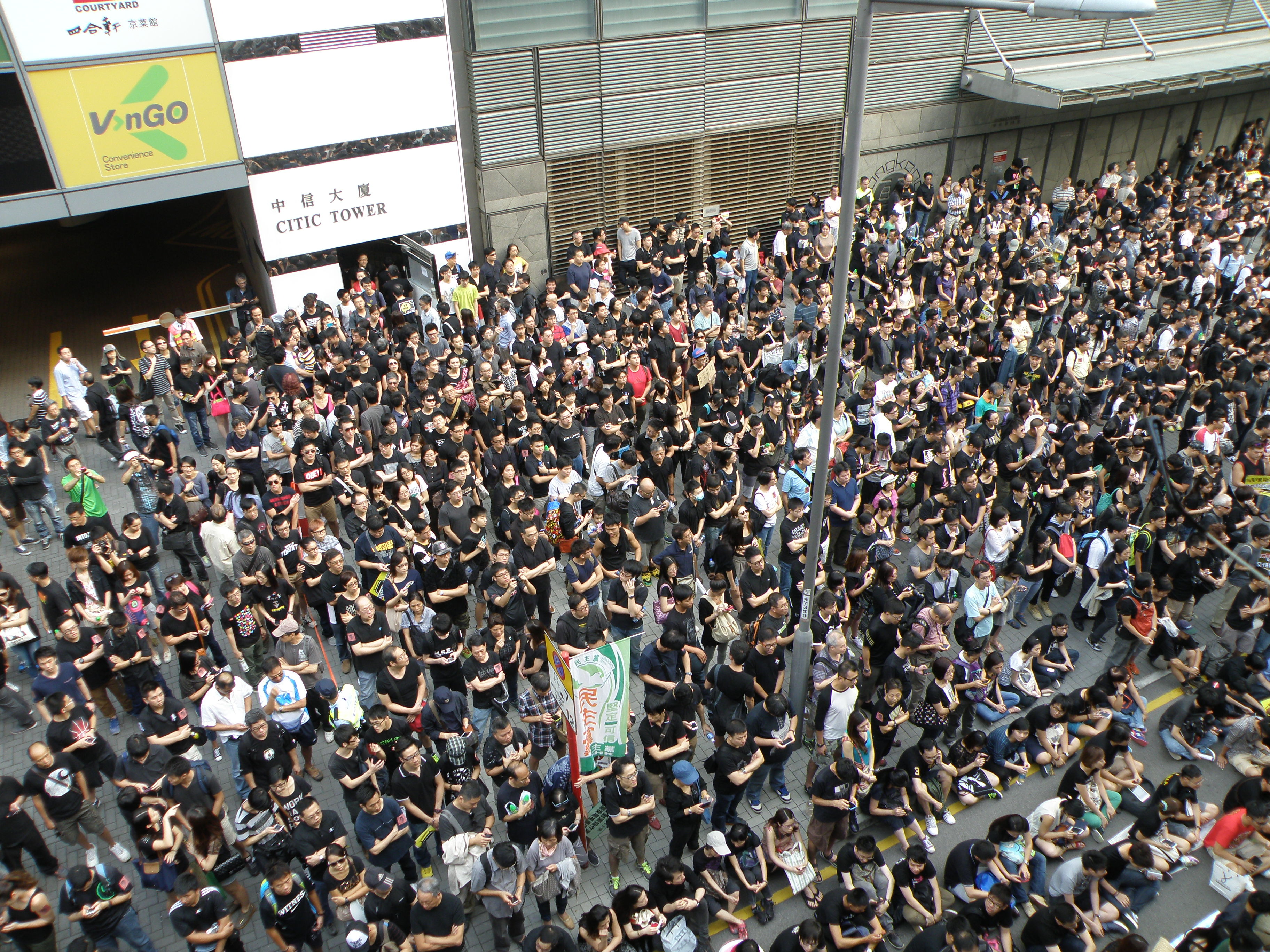
部份中信大廈旁的示威者疊起雙手去表達對政府的不滿
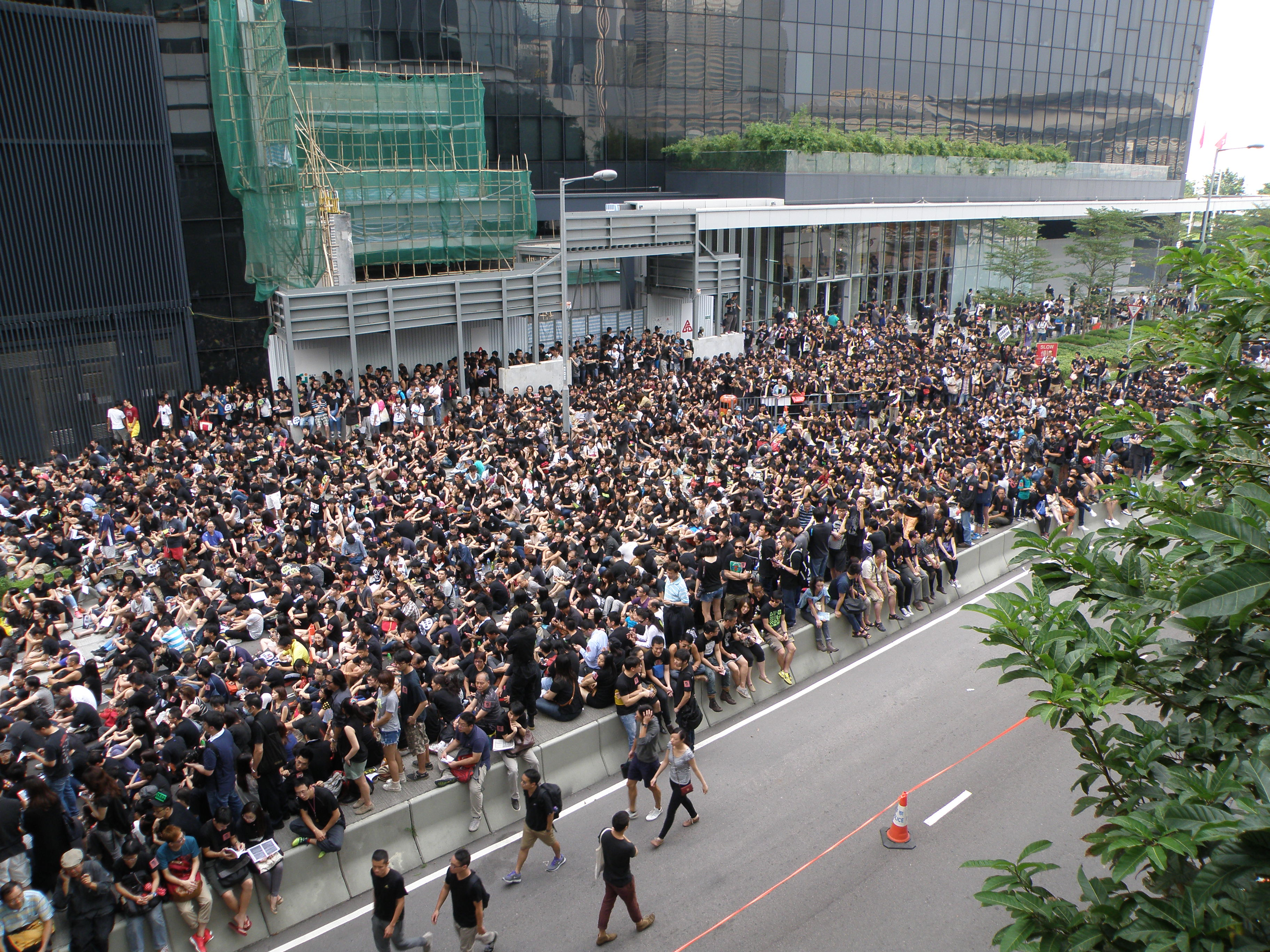
示威者坐在添美道表達訴求

- 部份港視員工標語：
「交代發牌準則」、
「民智不可欺 民意不可侮」、
「我們要真相！」、
「黑箱作孽」、
「還我社會公義」
- 公民廣場旁邊天橋上，大批傳媒正在欄杆邊採訪集會，大批市民則分隔在鐵馬外圍觀
- 人群佔據公民廣場、添美道、中信大廈旁的行人路及天橋上
- 部份中信大廈旁的示威者疊起雙手去表達對政府的不滿
- 示威者坐在添美道表達訴求